# Martin Salander
Martin Salander ist der Titel eines 1886 publizierten Familien- und Zeitromans von Gottfried Keller. Das letzte Werk des Autors enthält eine schonungslose Abrechnung mit den Umständen in seinem Land und anderswo. Der idealistische, aber auch leichtgläubige und naive Titelheld kommt nach langjährigem Brasilienaufenthalt in seine Schweizer Heimat zurück, wo er als Kaufmann zu Wohlstand gelangt und sich politisch engagiert. Er muss erleben, wie der unbändige Drang nach sozialem Aufstieg bei vielen Zeitgenossen Betrug und Unterschlagung nach sich zieht und er und seine Familie selbst Opfer solcher Machenschaften werden. Seine Hoffnung, dass die Menschen in einem Land, in dem sie politische Rechte haben, auch verantwortungsvoller miteinander umgehen, wird bitter enttäuscht und er überlässt am Ende des Romans seinem pragmatischen Sohn die Geschäftsführung.
Gottfried Keller hat in seinem Alterswerk gleich in mehrerer Hinsicht ein Experiment gewagt. Einerseits ist er so unmittelbar auf die Zeitgeschichte eingegangen, wie in keinem andern Werk zuvor, und andererseits hat er dabei auch für ihn neue formale Wege beschritten, indem er sich bemüht hat, so weit wie möglich auf einen auktorialen Erzähler zu verzichten. Trotz unterschiedlicher Rezeption entfaltete der Roman für viele spätere Schweizer Schriftsteller normsetzende Kraft.

## Inhalt
Heimkehr aus Brasilien (Kap. 1–5)
Nach siebenjähriger Abwesenheit kehrt der Kaufmann Martin Salander von Brasilien in die fiktive Schweizer Stadt Münsterburg zurück. Überall trifft er auf Anzeichen wirtschaftlicher Prosperität: ein neues Bahnhofsgebäude und neue Straßen machen ihm Mühe, sich in der ihm einst vertrauten Stadt zu orientieren (Kap. 1). Noch bevor er seine Frau und seine Kinder aufsucht, erfährt er von einem Freund, dass er wahrscheinlich den größten Teil seines in Brasilien erworbenen Vermögens verloren hat. Er hat der „Atlantischen Uferbank“ in Rio den Auftrag gegeben, ihm 160 000 Franken über die Schweizer Bank „Schadenmüller, Xaverus & Comp.“ auszahlen zu lassen. Beide miteinander kooperierende Banken haben inzwischen Insolvenz angemeldet und der Besitzer des Schweizer Hauses Wohlwend bestreitet die Überweisung des Geldes.
Rückblick (Kap. 2, 3)
Dieser Geldverlust ist die zweite schlechte Erfahrung Salanders mit Louis Wohlwend: Beide waren seit ihrem Besuch des Lehrerseminars miteinander befreundet und der Bauernsohn Salander übernahm, nachdem er seinen Lehrerberuf mit dem eines Kaufmanns gewechselt hatte, eine Bürgschaft für den Freund. Da dieser seine Schulden nicht bezahlen konnte, verlor Salander sein ererbtes Geld und das seiner Frau und musste seine Firma aufgeben. Er ging daraufhin nach Brasilien, um sich ein neues Vermögen zu erarbeiten (Kap. 2). In der Zwischenzeit hat seine Frau Marie den Unterhalt für sich und die drei Kinder Setti (10), Netti (9) und Arnold (8) mit einer Gartenwirtschaft und Fremdenpension verdient. Nachdem die Bäume in der Umgebung des Gartens einer nach dem andern dem allgemeinen Bauboom zum Opfer gefallen sind, bleiben die Gäste nach und nach aus und Marie kann ihre Familie nicht mehr ernähren (Kap. 3).
Neubeginn (Kap. 5-7)
Martin kommt gerade noch rechtzeitig nach Hause, um die Verschuldung seiner Frau zu verhindern. Von seinem Vermögen hat er 40 000 Franken in Wertpapieren angelegt, die aber für den Neustart einer Handelsfirma nicht ausreichen. So geben die Salanders ihre Gastwirtschaft auf und ziehen in eine kleine Wohnung. Als nach ein paar Wochen immer noch nicht geklärt werden konnte, ob das Geld von Brasilien in die Schweiz überwiesen worden war und welche Bank die Verantwortung trägt, schlägt Salanders Advokat vor, den Rechtsanspruch vor Ort in Brasilien anzumelden. Marie rät dagegen ihrem Mann, wieder als Lehrer zu arbeiten und bei seiner Familie zu bleiben, doch Martin hofft, das verlorene Geld gerichtlich einzufordern bzw. mit Hilfe der noch bestehenden Geschäftsverbindungen in Südamerika wieder zu erwirtschaften. Während seiner Abwesenheit betreibt Marie in Münsterburg einen Laden mit Waren, die Martin ihr aus Übersee schickt, z. B. Kaffee und Zigarren.
Bereits nach drei Jahren kehrt Salander erfolgreich aus Brasilien zurück und kann nun endlich den Wohlstand mit seiner Familie genießen. Er eröffnet ein Handelsgeschäft mit einigen Angestellten und seine auf Selbständigkeit bedachte Frau führt ihren Laden weiter. Nach einigen Jahren ist sie für den Notfall finanziell abgesichert und ihr Mann drängt sie, das Geschäft zu verkaufen und sich auf die Haus- und Familienarbeit zu konzentrieren.
Politisches Engagement (Kap. 7)
Neben seiner Tätigkeit als Kaufmann engagiert sich Salander politisch. Er ist begeistert von den direktdemokratischen Rechten der neuen Schweizer Verfassung, die sich das Volk während seiner Abwesenheit erstritten hat, und nimmt jetzt als Bürger der Stadt an Wahlversammlungen teil, in der Gremien und einzelne Ämter besetzt werden. Außerdem reist er zu politischen Diskussionen in seinem Münsterburger Bezirk, um neue Gesetze und Verordnungen zu erklären. Die anfängliche Euphorie weicht jedoch im Lauf der Zeit einer Ernüchterung, wenn er immer wieder feststellen muss, dass einzelne persönliche, lokale und regionale Interessen, die im Gegensatz zum Allgemeinwohl stehen, wortreich als patriotisch deklariert und durchgesetzt werden.
Liebesbeziehungen Settis und Nettis (Kap. 8, 9)
Ungefähr 10 Jahre nach seiner Rückkehr gerät die Familiensituation in eine Krise. Die beiden Töchter sind inzwischen 25 und 26 Jahre alt, haben nach der Schule keinen Beruf erlernt und leben äußerlich sehr zurückgezogen im Haushalt der Eltern. Nun erfahren die Salanders durch ihre Magd Magdalene, dass Setti und Netti sich seit einiger Zeit mit den beiden 20-jährigen, kaum unterscheidbaren Zwillingen Isidor und Julian verlobt haben und sich heimlich mit ihnen im parkartigen Garten hinter dem Handelsgeschäft treffen. Die beiden Söhne des Gärtners Jakob Weidelich und seiner Frau Amalie, die in der Stadt eine Wäscherei betreibt, haben nach ihrer Schulzeit eine Lehre in Notariatskanzleien begonnen und sind inzwischen wegen ihrer Tüchtigkeit von ihren Chefs zu ihren Vertretern befördert worden. Nachdem ihre Mutter das Gerücht verbreitet hat, die beiden Bräute ihrer Zwillinge seien jeweils eine halbe Million wert, informiert Magdalene ihre Dienstherrin, die wegen des Altersunterschieds um den Ruf der Töchter fürchtet. Die beiden müssen ihre Geheimtreffen beenden, doch sie halten, obwohl Salander mit ihrer Enterbung droht, an ihrer Verlobung fest und korrespondieren mit ihren Freunden.
Die Zwillinge (Kap. 9, 10)
Die Zwillinge bereiten ihre Karriere systematisch vor. Nach ihrer Ausbildung gründen sie zur Freude ihrer auf den gesellschaftlichen Aufstieg stolzen Eltern eigene Kanzleien. Durch ihre Informationen über Insolvenzen und Erbschaftsangelegenheiten kaufen sie günstig zwei Häuser: Julian im Osten, im Dorf Lindenberg, Isidor auf dem „Lautenspiel“ im nördlich gelegenen Unterlaub. In ihren Bezirken engagieren sie sich in Bürgerversammlungen, um als Notare bekannt zu werden und Kontakte mit zukünftigen Klienten zu knüpfen. Außerdem schließen sie sich aus taktischen Gründen ohne politische Überzeugung den zwei größten Parteien an, um Informationen über die politischen Gegner auszutauschen und sich besser in die Hände arbeiten zu können. Die Parteiwahl entscheiden sie im Wirtshaus durch einen zufälligen Würfelwurf und passen dann ihr Äußeres den neuen Rollen an: Julian spielt mit üppigem Haar und Schnurrbart den fortschrittlichen „Demokraten“ und Isidor mit gescheiteltem und glatt-pomadisiertem Haar den traditionellen „Altliberalen“. Während Salander, den die beiden für einen Sitz im Rat vorschlagen, dies ablehnt und weiterhin ohne Amt und ohne Parteimitgliedschaft an den Versammlungen teilnimmt, gelingt es den Zwillingen durch ihr gesellschaftliches Engagement und ihre Geselligkeit und fröhliche Art, sich trotz ihrer Jugend in den „Großen Rat“ wählen zu lassen.
Doppelhochzeit (Kap. 11)
Die Eltern Salander können sich nach der Karriere der Zwillinge einer Vermählung nicht mehr entgegenstellen. Der gutmütige Martin ist dabei kooperationswilliger als die kritisch-distanzierte Marie. Er begrüßt die Brüder als Schwiegersöhne und schlägt vor, die Doppelhochzeit nicht traditionell, sondern in bunter Kleidung im Stil eines ländlichen Volksfestes zu feiern. Die Gäste fahren mit der Eisenbahn in ein Dorf zwischen Lindenberg und Unterlaub. Nach der Trauung in der kleinen Kirche speisen alle im Baumgarten eines Wirtshauses. Für Musik sorgen eine Landwehrkapelle und zwei Sängerchöre. Nach dem Festessen wird eine Theaterszene aufgeführt, die symbolträchtig vom Waffenstillstand zwischen einem demokratischen und einem altliberalen Großrat handelt. Einige Liberale fühlen sich jedoch durch die Satire angegriffen und müssen durch Salanders ausgleichende Rede nach dem Spiel versöhnt werden. Den meisten Gästen gefällt das lockere Dorffest, auch eine ungeplante burleske Szene, ein Gespräch zweier Landstreicher über eine durch ein Würfelspiel entschiedene Parteimitgliedschaften, findet viel Applaus. Nur die Zwillinge erkennen die Parodie auf ihre Karriere und sind darüber verstimmt.
Großer Rat (Kap. 12, 13)
Durch das demokratische Fest erhält Salander viel Anerkennung in der Öffentlichkeit und kann eine Wahl in den Großrat von Münsterburg nicht mehr ablehnen. Er nimmt diese Aufgabe sehr ernst, bereitet sich gewissenhaft auf die Sitzungen vor, hört die unterschiedlichen Fachgutachten über Flusskorrekturen und Seuchengesetze an und stimmt nach seinem Gesamteindruck darüber ab, denn es gelte „statt der Akten mehr die Menschen zu studieren“ (Kap. 20). Insbesondere interessiert ihn als ehemaliger Lehrer das Schulwesen, dessen Ausweitung bis zum 20. Lebensjahr er für die umfassende Bildung der Jugend zu Bürgern für sinnvoll hält. Seine Frau merkt dazu ironisch an, dann wollten die Jugendlichen nicht mehr in der Landwirtschaft und im Handwerk körperlich arbeiten und der Staat müsste Kriegszüge nach Asien unternehmen, um von dort Arbeitssklaven zu holen. Martin gibt darauf zu, dass die Wünsche der „Demokraten“ nach Ausbau des Wohlfahrts- und Kultursystems zu Finanzierungsproblemen führen könnte und dass dann die Gemeinden, Kantone und der Bund für ihre Projekte um die Steuergelder streiten würden. Er selbst ist, wie es seinem Charakter entspricht, für einen Mittelweg zwischen „gesellschaftliche[m] Umsturz“ und Festhalten an traditionellen Strukturen. Durch „Verstaatlichung aller möglichen Dinge “ hofft er die Zustände „in den bisherigen Formen zu erleichtern und zu verbessern“ (Kap. 13).
Sorgenkinder und Hoffnungsträger (Kap. 13)
Salander und seine Frau sorgen sich zunehmend wegen der ausbleibenden Besuche um die Töchter Setti und Netti. Beide sind in ihren kinderlosen Ehen unglücklich. Die Zwillinge finanzieren zwar ihren gehobenen Lebensstandard, legen aus Gründen des gesellschaftlichen Ansehens Wert auf feine Kleidung und Schmuck ihrer Frauen und behandeln die Schwiegereltern zuvorkommend, aber sie dominieren, im Gegensatz zur Verlobungszeit, die Beziehungen, minimieren ihre familiären Kontakte mit Eltern und Geschwistern und begrenzen den Bewegungsraum ihrer Frauen v. a. auf das Haus. Schwerwiegender ist jedoch ihre „Seelenlosigkeit“, die Wertschätzung von Äußerlichkeiten und die mangelnde Empathie, symbolisiert durch das geplante Fällen alter Buchen auf dem Anwesen „Lautenspiel“ und den Singvogelfang Julians als Jagdvergnügen.
Mit der Entwicklung Arnolds sind die Eltern dagegen zufrieden. Nach dem mit dem „Doktor juris“ abgeschlossenen Jura-Studium hat er noch einige Jahre in England zugebracht und dort sein Interesse an Geschichte entdeckt. Nun kehrt er ins Elternhaus zurück, tritt in das Handelsgeschäft seines Vaters ein und entlastet zunehmend den Vater, z. B. übernimmt er die Brasilienreise. Während seines einjährigen Aufenthalts strukturiert er erfolgreich die Plantage um und kümmert sich um den alten Rechtsstreit mit der Bank in Rio. Zur Enttäuschung seines Vaters will er sich jedoch nicht politisch engagieren. Viel lieber setzt er in seiner Freizeit als Privatgelehrter seine historischen Studien fort. In seinen Briefen aus London (Kap. 11) hat er bereits über die eifrigen Schweizer Demokraten gespottet: „[D]er Fortschritt [sei] nur ein blindes Hasten nach dem Ende hin und gleiche einem Laufkäfer“, der auf einer Tischplatte hin- und her renne und irgendwann herunterfalle (Kap. 11).
Desillusionierungen (Kap. 14-18)
Louis Wohlwend hat sich nach seinem Konkurs nach Ungarn abgesetzt, dort als Händler mit ländlichen Produkten den Schweinezüchter Glavicz kennengelernt und dessen älteste Tochter Alexandra geheiratet. Nun kehrt er in östlich exotischer Aufmachung mit den beiden Kindern Georg und Louis und seiner Schwägerin Myrrha, in die Schweiz zurück und will hier, auf das angebliche Vermögen seiner Frau gestützt, für einige Zeit leben und seine Kinder die Schule besuchen und Theologie studieren lassen. Er bietet Salander die Rückzahlung seines Darlehens an und übergibt ihm als erste Rate 5000 Franken, versichert aber erneut, die brasilianische Bank habe Salanders Geld nicht an ihn überwiesen. Er hofft durch die Begleichung seiner Schulden auf die Wiederherstellung der alten Freundschaft und durch eine Heirat Myrrhas mit Arnold ein drittes Mal an Martins Geld zu kommen. Sie laden sich gegenseitig zum Essen ein und der 54-jährige Martin verliebt sich in die griechisch-schöne Myrrha, die vom Alter her seine Tochter sein könnte. Er fühlt sich wieder wie in seiner Jugendzeit aufbruchbereit und zeigt sich als Großrat den Sommer über bei vielen Volksfesten. Sein schlechtes Gewissen Marie gegenüber äußert sich nach seinen Tagträumen in Seufzern, überlagert von seiner Enttäuschung über eine Serie von in den Zeitungen gemeldeten Korruptionsfällen (Kap. 15).
Diese Welle erreicht auch seine Familie und verdrängt seine Liebesphantasien. Die Schwiegersöhne werden verhaftet und müssen sich vor Gericht verantworten. Beide Notare haben Gelder ihrer Klienten für riskante Börsenspekulationen benutzt bzw. falsche Pfandbriefe ausgestellt und in Zahlung gegeben. Jetzt sind ihre Betrügereien entdeckt und ihre Anwesen beschlagnahmt worden (Kap. 16). Setti und Netti, die ihre falsche Partnerwahl schon seit einiger Zeit bereuen, kehren ins Elternhaus zurück und lassen sich nach der Verurteilung ihrer Männer zu 12 Jahren Zuchthaus scheiden. Frau Weidelich erleidet über die Schmach einen Schlaganfall und stirbt bald darauf. Salander fühlt sich durch die Auflösung der unglücklichen familiären Verbindung seiner Töchter mit den Weidelichs verpflichtet, dem fleißigen Jakob, der eine Bürgschaft für seine Söhne zu erfüllen hat, zu helfen. Damit dieser nicht sein Haus und die Landwirtschaft verkaufen muss, übernimmt er die Zahlung von 76 000 Franken an die Staatskasse (Kap. 18).
Nachdem sich die familiäre Krise beruhigt und Setti und Netti ins Elternhaus zurückgekehrt sind, tauchen Salanders Jugendphantasien wieder auf. Jetzt will er mit Marie über seine Wünsche sprechen, mit Wohlwend und den beiden Frauen freundschaftliche Beziehungen aufzunehmen, um mit der „unschuldigen“ Myrhha zu verkehren: allein durch ihren Anblick, ohne „Bedenken und Gefahren“, zur „Heilung von den Krankheiten der Zeit“ und Belebung seiner Vitalität (Kap. 19). Diese nebulösen Gedanken will er seiner Frau als Produkt seiner „Weisheit“ vorstellen. Dazu kommt es jedoch nicht, denn der aus Brasilien zurückgekehrte Arnold bringt die Nachricht mit, dass Wohlwend mit einem Vertreter der Rio-Bank betrügerische Geschäfte gemacht und Salanders Transaktion unterschlagen hat. Außerdem bemerkt er sofort, im Gegensatz zu seinem Vater, dass die schöne Griechin nur ein einfältiges Mädchen ist. Ihr bescheidener Verstand reicht noch nicht einmal zu einer listig-koketten Verführungsstrategie. Salander ist beschämt über seine sich erneut offenbarende Naivität und gesteht Marie seinen gescheiterten Plan, weil ihre gegenseitige Ehrlichkeit weiterhin eine wichtige Basis ihrer Ehe sein soll. Marie lacht bitter über die Torheit ihres Mannes und ist ihrem Sohn für seine vorzeitige Rückkehr aus Südamerika dankbar (Kap. 19).
Aus Mitleid mit der Familie Wohlwends veröffentlicht Salander nicht die neuen Beweise für die juristisch verjährten Unterschlagungen, die vermutlich die Grundlage für die Handelsgeschäfte in Ungarn bildeten und als Mitgift der Ehefrau deklariert wurden. Er lehnt allerdings weitere Kontakte ab, so dass Wohlwend schließlich einsieht, dass das Vermögen des „alten Freundes“, das er in seiner „angeborenen Beschränktheit“ offenbar für sein „Privateigentum“ ansieht, für ihn unerreichbar ist. Da er außerdem in der Stadt keine neuen Geschäftsbeziehungen aufbauen konnte, reist er eines Tages mit unbekanntem Ziel aus Münsterburg ab (Kap. 21).
Arnolds bürgerliches Ethos (Kap. 20, 21)
Arnold bewahrt seinen Vater nicht nur vor privaten Torheiten, sondern er erdet ihn auch im ökonomischen Bereich: Während Salander an eine risikoreiche Erweiterung des Handelsgeschäfts denkt, um die zu erwartende, für den Wohlfahrtsstaat notwendige hohe Reichensteuer zahlen zu können, rät sein Sohn zur Beibehaltung der bürgerlichen Verhältnisse und Gewohnheiten. Er möchte nicht „Geldmacher für zukünftige Dinge sein, die [er] nicht billigen [könne]“, sondern falsche „Willkür“ bekämpfen, aber gelassen die Entwicklungen hinnehmen: „Wollen wir in der Tat kleine Nabobs werden, die entweder ihr Leben ändern oder den weit über ihre Bedürfnisse reichenden Mammon ängstlich vergraben müssen und in beiden Fällen vor sich selbst lächerlich sind?“ (Kap. 20). Martins Hoffnungen, dass sein Sohn wie er selbst als politischer Mensch in öffentlichen Foren oder kommunalen Gremien mitarbeitet und -diskutiert, erfüllen sich weiterhin nicht. Arnold kritisiert die Diskrepanz zwischen den idealistischen Phrasen in den Versammlungen und den Handlungen der Redner. Auch möchte er keine Personen, die er nicht kennt, in staatliche Ämter wählen. Er und seine Freunde sind Pragmatiker, die in ihrem überschaubaren Bereich Verantwortung übernehmen, als Bürger ihre Pflichten erfüllen und sich des Lebens freuen wollen.
„Ruhig fuhr nun das Schifflein Martin Salanders zwischen Gegenwart und Zukunft dahin, des Sturmes wie des Friedens gewärtig, aber stets mit guten Hoffnungen beladen. Manches Stück musste er noch als gefälschte Ware über Bord werfen; allein der Sohn wusste unbemerkt die Lücken so wohl zu verstauen, dass kein Schwanken eintrat und das Fahrzeug widerstandsfähig blieb den bösen Klippen gegenüber, welche bald hie, bald dort am Horizont auftauchen“ (Kap. 21).

## Zeitgeschichtlicher Hintergrund
Martin Salander spielt vor dem Hintergrund der politischen und wirtschaftlichen Situation in der Schweiz und besonders im Kanton Zürich in den siebziger und achtziger Jahren des 19. Jahrhunderts. Konkrete historische Ereignisse haben in die Romanhandlung Eingang gefunden, so die Annahme der neuen Verfassungen auf eidgenössischer und kantonaler Ebene und die Gründung der Nationalstaaten in der Nachbarschaft der Schweiz. Nun kann man einerseits historische Wirklichkeit und fiktives Romangeschehen nicht einfach kurzschliessen, andererseits sollte man Martin Salander als Zeitroman gerecht werden. Ein Überblick über den zeitgeschichtlichen Hintergrund, vor dem sich die Romanhandlung entwickelt, kann deshalb zum Verständnis wesentlich beitragen.
Politik und Wirtschaft
In der Zeit nach der gescheiterten Julirevolution von 1830 in Frankreich war es den liberalen Kräften in manchen Kantonen der Schweiz gelungen, die konservativen, noch meist aristokratisch geprägten Regierungen abzulösen und die Institutionen des Staates im Sinn der Volkssouveränität umzubauen. Vor allem die Volksbildung erfuhr eine tiefgreifende Umgestaltung, indem in Zürich zum Beispiel höhere Schulen und eine Universität gegründet wurden. Mit der Schaffung eines Lehrerseminars wurde die Qualität der Volksbildung angehoben. Eine Radikalisierung der liberalen Bewegung führte zu Spannungen zwischen den fortschrittlichen und den konservativen Kantonen, die sich 1847 in dem kurzen und glimpflich verlaufenen Sonderbundskrieg entluden. Im Jahr darauf konnten die siegreichen liberalen Kräfte mit einer neuen, freiheitlichen Verfassung das damals fortschrittlichste Grundgesetz in Europa realisieren. Die vordem noch weitgehend souveränen Kantone wurden in vielen Bereichen entmachtet, die Schweiz wurde als Bundesstaat ausgestaltet. Die radikale Umgestaltung der politischen Verfasstheit der Schweiz hatte den Charakter einer Staatsgründung und löste eine nationale Euphorie aus, die sich vom Katzenjammer der umliegenden Staaten abhob, wo die 48er Revolutionen allesamt gescheitert waren.
Bis in die 60er Jahre bestimmten die liberalen Kräfte weitgehend unangefochten die Politik auf Bundesebene und in vielen Kantonen. Eine der treibenden Kräfte in Zürich und gesamtschweizerisch war Alfred Escher (1819–1882). Er war zeitweise Mitglied der Zürcher Regierung und sass seit der Gründung des Bundesstaates bis zu seinem Tod in der Grossen Kammer des nationalen Parlaments, wo er entscheidenden Einfluss geltend machen konnte. Die Gründung der Eidgenössischen Technischen Hochschule 1854/1855, der Schweizerischen Kreditanstalt 1856 sowie der Schweizerischen Lebensversicherungs- und Rentenanstalt 1857 sind auf sein Betreiben zurückzuführen. Ausserdem forcierte er den Eisenbahnbau, insbesondere auch die Alpendurchquerung mit dem Gotthardtunnel. Seine Machtstellung in der Politik und in der Wirtschaft war zeitweise so stark, dass dafür die Bezeichnung „Eschersches System“ geprägt wurde.
Die liberalen Reformen seit den Dreissigerjahren hatten nicht nur politische Freiheiten, sondern auch wirtschaftliche Entfaltungsmöglichkeiten zum Ziel. Und tatsächlich entwickelte sich im Nachgang zur Gründung des Bundesstaates eine ungeahnte Wirtschaftsdynamik, getrieben vor allem vom Eisenbahnbau. Aber auch die traditionsreiche Textilindustrie und in ihrem Gefolge die Maschinenindustrie florierten in den 1850er Jahren. Dazu kam ein Bauboom: Die Städte Zürich und Winterthur wuchsen rasch und veränderten ihr Gesicht. In Zürich genügte der für die erste Bahn 1847 erbaute Bahnhof nicht mehr. Ein neuer, grösserer Bahnhof konnte 1871 eingeweiht werden.
Aber bald setzte eine Reihe von Ereignissen dieser Prosperität ein Ende: Zum einen verlor die Textilindustrie durch den amerikanischen Bürgerkrieg (1861–1865) gleichzeitig sowohl einen wichtigen Absatzmarkt als auch einen wichtigen Rohstofflieferanten. Zum andern kämpften die Bauern mit sinkenden Getreidepreisen bei gleichzeitig steigenden Bodenpreisen und einer Verknappung des landwirtschaftlichen Kredits. Ums Jahr 1860 wurde Zürich von einer Welle von Konkursen erschüttert. Das bereits angeschlagene liberale Regime verlor vollends jeden Kredit, als 1867 eine Choleraepidemie, die vor allem in den Arbeiterquartieren wütete und die Wohngegenden der Reichen weitgehend verschonte, ein städtebauhygienisches Problem offensichtlich machte. Damit war der Boden bereitet für den Erfolg einer Bewegung, die im Laufe der 1860er Jahre das System Escher in Frage zu stellen begann und das die direktdemokratischen Mitwirkungsrechte stärken wollte. In Zürich setzte sich diese demokratische Bewegung 1869 durch mit einer neuen Kantonsverfassung, die Volksinitiativen und Referenden vorsah, die Volkswahl der Regierung brachte (die vorher durch das Parlament bestimmt worden war), und den Bauern und Kleingewerblern besseren Zugang zu Krediten verschaffen wollte durch die Gründung einer Kantonalbank. Auch in der Kantonsregierung übernahmen die Demokraten 1869 die Mehrheit. Und auf gesamtschweizerischer Ebene wurde nur fünf Jahre später ebenfalls eine neue Verfassung erlassen, die den direktdemokratischen Einfluss der Bürger stärkte.
Gottfried Kellers Haltung gegenüber der demokratischen Bewegung war ambivalent. Einerseits hatte er zu den ersten Kritikern des Escherschen Systems gehört, andererseits war er dem neuen politischen Stil der Demokraten gegenüber ablehnend eingestellt, die sich mit verleumderischen Pamphleten und Hinterzimmerabsprachen an die Macht gebracht hatten. Sein Amt als Staatsschreiber im Kanton Zürich, hatte er 1861 von der liberalen Regierung erhalten; als oberster Beamter im Kanton sah sich Keller den politischen Umwälzungen direkt ausgesetzt. Wider Erwarten bestätigte ihn aber die demokratische Regierung nach dem Wechsel 1869 in seiner Funktion. Erst 1876 trat er von seinem Amt zurück.
Krisen
Die massiven wirtschaftlichen und politischen Veränderungen, welche Gottfried Keller miterlebte, zeitigten destabilisierende Wirkungen, die besonders deutlich in Erscheinung traten, als die Wirtschaft nach dem Börsenkrach von 1873 von einer Krise erfasst wurde, die bis in die Mitte der 90er Jahre anhielt. Die Zahl der Konkurse stieg sprunghaft an, und zahlreiche Schweizer waren zur Auswanderung gezwungen. Bei den Zielländern lag Nordamerika an der Spitze, Brasilien stand an zweiter Stelle. Die meisten Auswanderer nach Brasilien schlugen sich als Landarbeiter durch. Nur wenige Schweizer konnten sich als Kaufleute etablieren. Immerhin gab es in der Mitte der 1860er Jahre in Rio de Janeiro mindestens 23 schweizerische Handelshäuser. Weitere Unternehmen „hatten ihren Sitz in Bahia und Sao Paulo, das als Zentrum des Kaffee-Exportes allmählich an Bedeutung gewann. Sie importierten in erster Linie Baumwollerzeugnisse sowie Uhren und Schmuck, aber auch Seide und Spitzen.“
Die grosse Zahl der Konkurse gab viel Arbeit für die Notariate, und nicht alle Notare waren gegen die Versuchung gefeit, von den ihnen anvertrauten Werten etwas für sich abzuzweigen. „1881 wurden kurz nacheinander zwei Notare – im Kanton Zürich handelte es sich um Staatsbeamte, die seit der demokratischen Verfassungsreform vom Volk gewählt wurden – betrügerischer Amtsführung überführt. Notar Theodor Koller aus Thalwil stand der liberalen Partei nahe, während Notar Karl Rudolf aus Dielsdorf [...] Demokrat war.“ Der letztere entzog sich einer Verhaftung „vorerst mit der Flucht ins Ausland“ und hinterliess einen Abschiedsbrief, der mit den Worten schloss: „Ich verlasse nun dieses kleine Land der Korruption“.
Chronologie der Romanhandlung
Die Romanhandlung nimmt mannigfach Bezug auf historische Ereignisse; dadurch lässt sie sich zeitlich grob in den historischen Kontext einordnen, wenn auch nicht mit letzter Genauigkeit, dafür ist die Handlung selbst zu wenig konsequent.
Den eindeutigsten Hinweis auf die Zeitgeschichte liefert Salanders Bemerkung in seinem Brief, den er vor seiner zweiten Rückkehr schreibt. Darin nimmt er Bezug darauf, dass die Nationalstaatenbildung in den Nachbarländern der Schweiz zu einem Abschluss gekommen ist. Mit dem italienischen Risorgimento (1861–1870) und der Deutschen Einigung (1871), ergibt sich also, dass dieser Brief im Jahr 1871 oder kurz darauf geschrieben sein muss.
Schon weniger eindeutige Hinweise liefert der Verweis auf „diese neue Verfassung, welche unsere Republiken sich gegeben haben“ in demselben Brief, denn es wird nicht klar, ob die kantonale (Zürich, 1869) oder die eidgenössische Verfassung von 1874 gemeint ist. Eindeutig nicht die eidgenössische Verfassung ist kurze Zeit später gemeint, wo es heisst: "Die neue Verfassung, die die Münsterburger angenommen hatten [...]". Es wäre aber zu kurz geschlossen, diese mit der Verfassung des Kantons Zürich gleichzusetzen, denn Ort der Handlung ist eben das fiktive Münsterburg und nicht das historische Zürich. So müssen denn alle Ereignisse, die in Münsterburg stattfinden, klar unterschieden werden von realen Vorkommnissen in Zürich. Die zahlreichen Parallelen zwischen beiden – so etwa auch der Bahnhofsneubau – geben bloss das historische Kolorit, nicht eine präzise Identität. Keller hält sich bei der Gestaltung des Romangeschehens „nicht sklavisch an den Kalender der realen Zeit.“

## Entstehungsgeschichte
Projekt eines kleineren Romans
In einem Brief vom 8. April 1881 an Julius Rodenberg erwähnte Keller zum ersten Mal den Plan zu einem „einbändigen kleineren Roman“. Rodenberg war der Herausgeber der renommierten Deutschen Rundschau, einer monatlich erscheinenden Zeitschrift für zeitgenössische novellistische und essayistische Literatur, der Keller früher schon die Züricher Novellen zum Vorabdruck überlassen hatte und in der zu diesem Zeitpunkt das Sinngedicht noch im Erscheinen begriffen war. Rodenberg meldete in seinem Antwortbrief vom 16. April 1881 bereits das Interesse an, auch das geplante neue Werk Kellers in seiner Zeitschrift erscheinen zu lassen. Keller war aber vorerst mit andern Projekten beschäftigt und an eine detaillierte Ausarbeitung des Romans war noch nicht zu denken.
War die erste Erwähnung des Romanprojekts noch völlig unbestimmt, sowohl was den Inhalt als auch was den Stil des geplanten Werkes betraf, so wurde Keller im Januar 1882 gegenüber Paul Heyse konkreter, indem er „eine politisch oder social moralische Entwicklung aus der aktuellen Misere heraus in versöhnliche [...] Perspektiven“ ankündigte und festhielt: „Es handelt sich darum, vor Thorschluss noch aus dem ewigen Referiren heraus- und in das lebendige Darstellen hineinzukommen, ohne dass ich just auf endlose Dialoge ausgehe. [...] Ich möchte mich gern in Spielhagens Romantheorien unterrichten, wie ich es anfangen muss.“ Keller nahm sich also vor, in seinem Alterswerk poetologisches Neuland zu betreten und einen Roman zu schaffen, „welcher sich ganz logisch und modern aufführen“ werde. Zu diesem Zweck wollte er sich sogar in die theoretischen Werke des ihm eigentlich unsympathischen Friedrich Spielhagen einarbeiten. Zu denken ist hier insbesondere an dessen Forderung, „die Person des Erzählers müsse [...] völlig hinter dem objektiven Bericht zurücktreten“. Ausserdem ist da „der Anspruch, das Geschehen anschaulich und szenisch darzustellen, hinzu kommt die Betonung einer Zentralfigur sowie die Vorgabe, den Romanschluß versöhnlich zu gestalten“. „Tatsächlich lassen sich in Kellers Roman Ansätze zu aperspektivischem Erzählen mit wechselnder Figurensicht und szenischem Erzählen feststellen.“
Im Dezember 1882 teilte Keller dem Schriftstellerkollegen Paul Heyse mit, er denke jetzt wieder mehr an sein „Romänchen, worin alles im guten und schlimmen Sinne aufwärts strebt und das mit einer wirklichen Bergfahrt vieler Menschen kataströphlich abschliessen soll.“ Und er fragte: „Glaubst Du als Sprachenmeister, dass hiefür der Titel: Excelsior (Longfellow’schen Angedenkens) angehen würde, oder wäre er zu entlegen u ungeeignet?“ Auf Heyses Auskunft hin, dass dieser Titel ganz im Sinne Berthold Auerbachs wäre und an „Gartenlauben-Allüren“ erinnere, liess ihn Keller umgehend fallen und zog es vor, stattdessen einen Titel „aus dem sich ergebenden Personenstand [...] mit Vermeidung aller Affektationen“ zu suchen.
Vorabdruck in der Deutschen Rundschau
Im Juli 1883 erhielt Rodenberg von Keller die Zusicherung, ihm den „sog. kleinen Roman“ zum Vorabdruck in der Deutschen Rundschau überlassen zu wollen. Aber es brauchte noch mehrere wohlmeinende Nachfragen des Verlegers, und es ergaben sich noch mehrere Verzögerungen im Arbeitsprozess des Autors, bevor dieser die erste Manuskriptlieferung für den Abdruck im Januarheft 1886 ankündigen konnte. Wie skeptisch Keller selbst zeitweise seinem Projekt gegenüberstand, zeigen folgende Ausführungen aus einem Brief vom August 1885 an Rodenberg:
Ich hätte diese Arbeit längst aufgegeben, wenn sie nicht annoncirt wäre und ich selbst nicht für nothwendig und ehrenhaft hielte, sie trotz der Abneigung zu machen d. h. mich zu zwingen. Die entstandene Abneigung rührt daher, daß ich mir zu spät inne geworden bin, wie sehr ich mich in die Reihe der auf allen Punkten auftauchenden Verfallspropheten und Sittenrichter stelle und so ein der Mode nachlaufender Skribent zu sein scheine, während das Bedürfniß, das Buch zu schreiben, mir ganz spontan entstanden ist.
Der Umstand jedoch, daß es am Ende lohnt zu zeigen, wie keine Staatsform gegen das allgemeine Uebel schützt, und ich meinem eigenen Lande sagen kann voilà, c'est chez nous comme partout läßt mich über jenes Bedenken hinweg sehen und ausharren. Vielleicht fällt es doch nicht zu schlecht aus.
Der Roman erschien von Januar bis September 1886, mit Ausnahme der Monate März und August, für deren Lieferung Keller im Verzug war. Auch für die letzte Folge im Septemberheft war der Roman eigentlich nicht weit genug gediehen; Keller musste aber zum Abschluss kommen, denn im Oktober begann eine neue Abonnementsperiode der Zeitschrift und es wäre nicht angegangen, von den Lesern den Erwerb eines neuen Abonnements zu verlangen, wenn sie den Schluss des Romans lesen wollten. So brachte Keller den Roman „mehr oder weniger gewaltsam“ zu einem schnellen Schluss.
Buchausgabe
Mit Wilhelm Hertz in Berlin, der auch Paul Heyse und Theodor Storm verlegte, hatte sich Keller schon früh grundsätzlich auf eine Buchausgabe des Martin Salander geeinigt. Über den Sommer 1886 wurden die Details eines Vertrages brieflich geregelt, der im September abgeschlossen werden konnte. Da Keller mit dem überstürzten Schluss der Zeitschriftenfassung nicht zufrieden war, behielt er sich vor, für die Buchausgabe eine Ergänzung anzubringen. Von den schliesslich 21 Kapiteln des Romans hatte die Fassung der Deutschen Rundschau nur die ersten 19 enthalten, ergänzt um eine ganz kurze abschliessende Wendung. Die Kapitel 20 und 21 waren in der Buchausgabe neu. Aber auch bei der Abfassung dieser beiden Kapitel ergaben sich wieder Terminprobleme, denn der Roman sollte für das Weihnachtsgeschäft 1886 in den Buchhandlungen vorliegen, was Keller nicht bedacht hatte. So fühlte er sich einmal mehr in eine Zwangslage versetzt und musste sich erneut in kürzester Zeit einen Schluss abringen, der nicht ausgereift war und mit dem er selber nicht glücklich war.
Idee einer Fortsetzung
In einem Brief an Sigmund Schott schrieb Keller am 9. Juni 1888:
Der Martin Salander ist mir verunglückt, ich habe jetzt noch den größten Theil der Freiexemplare unausgepackt liegen, so sehr ärgerte es mich. Ich mußte ihn nämlich abbrechen, da die Rundschau, wo er erschien, mit dem Oktoberheft 1886 einen neuen Jahrgang begann und Fortsetzungen in einen solchen unstatthaft sind. Für die Buchausgabe bestand der Verleger auf dem Weihnachtsmarkt, kurz ich wurde um die eigentliche pièce de resistance des Romans gebracht und werde, wenn ich mich besserer Gesundheit erfreue, sehr wahrscheinlich einen weiteren Band unter dem Titel „Arnold Salander“ schreiben, wozu das Material da ist.
Keller versprach sich also von einer Fortsetzung die Lösung jener Probleme, die er im Martin Salander nicht erreicht hatte. Zu dieser Fortsetzung kam es allerdings nicht mehr, und von dem erwähnten „Material“ fanden sich im Nachlass nur wenige Notizen. Diese zusammen mit Berichten von Bekannten, denen Keller die Handlung mündlich skizzierte, ergeben folgendes Bild von dem geplanten zweiten Teil: „Das Motiv einer Bergfahrt verschiedener Volksgruppen an einem Feiertag verknüpft sich vage mit einer Naturkatastrophe, einem politischen Aufstand und einer individuellen Katastrophe des Protagonisten, aus der er von Frau und Sohn gerettet wird.“ Dazu kam offenbar die Vorstellung von einer zweiten, diesmal glücklichen Heirat der Töchter.
Ob es wirklich nur der Zeitmangel respektive am Ende die gesundheitlichen Probleme Kellers waren, die ein befriedigendes Ende verhinderten, muss dahingestellt bleiben. Möglicherweise waren tieferliegende Gründe ausschlaggebend, die mit der Unvereinbarkeit der moderneren Form und dem traditionellen Inhalt zu tun haben, wie Karl Wagner zu bedenken gibt: „Kellers apokalyptische Untergangsvisionen der Stadt und Gesellschaft von Münsterburg sind eng mit der Plot-Konstruktion verbunden. Sie vertragen sich schlecht mit der temporal-kausalen Finalität der Prämissen eines realistischen Romans; sie übernehmen vielmehr frühere Funktionen des ›Schicksals‹.“

## Interpretation
„Schweizerroman“ , Zeitroman oder sozialpädagogisches Erbauungsbuch?
Martin Salander, der Titelheld, bringt am Anfang des Romans nicht nur ein immenses Vermögen aus der Fremde nach Münsterburg zurück (das sich allerdings bald zu wesentlichen Teilen in Luft auflösen wird), sondern auch den geschärften Blick des längere Zeit Abwesenden, dem die Veränderungen in der Heimat deutlicher ins Auge stechen als dem, der ständig vor Ort ist und an den Entwicklungen Teil hat. (Dass die Trennschärfe seines Blicks sich auch bald verflüchtigen wird, ist ein anderes Problem.) Kaum angekommen, stellt Salander sofort Veränderungen im Stadtbild fest: ein neues Bahnhofsgebäude und neue Strassenanlagen machen die Orientierung schwierig. Und schon bei der ersten Begegnung muss er zur Kenntnis nehmen, dass sich in gewissen Kreisen ein starker Wille zum sozialen Aufstieg ausgebildet hat, der sich unter anderem in sprachlichen Verschiebungen äussert: Amalie Weidelich lässt sich von ihren Buben nicht mehr „Mutter“, sondern „Mama“ nennen, wie es bei den gehobenen Ständen schon früher üblich war. Das Aufwärtsstreben „im guten und schlimmen Sinne“, das Keller 1882 gegenüber Heyse erwähnt hatte, erfährt hier seine erste Konkretion im Sinne der sozialen Mobilität. Eine Notiz Kellers, entstanden bei der Vorbereitung des Martin Salander, kann als Erläuterung dieses Aufwärtsstrebens verstanden werden: „Wir haben Sehnsucht nach oben, nach Licht und Ruhe: aber nicht der erfüllten Pflicht und des befriedigten Gewissens, nach dem Lichte der Ordnung sondern nach dem Glanze der befriedigten Selbstsucht des Ehrgeizes und der Ruhe des Geniessens.“ Im weiteren Verlauf entfaltet sich das Bild einer „universalen ökonomischen, politischen und geistigen Krise der Gesellschaft“. Und es wird klar, dass der Roman sich viel unmittelbarer mit der politischen, wirtschaftlichen und gesellschaftlichen Situation zur Zeit der Niederschrift auseinandersetzt als die meisten früheren Werke Kellers.
Insofern Münsterburg, der Ort der Handlung, als schweizerische Stadt eingeführt wird und insofern eine Reihe von Vorkommnissen direkt auf schweizerische Eigenheiten wie die direkte Demokratie Bezug nehmen, bot es sich an, die dargestellte Krise zunächst als eine Krise der schweizerischen Gesellschaft zu verstehen. Und so wurde der Roman teilweise auch aufgefasst: als ein eminent schweizerisches Werk, dessen Bedeutung sich im Lokalen erschöpft, was bis zum Missverständnis als Schlüsselroman gehen konnte, wie ein Brief Theodor Storms zeigt:
Den [Martin Salander] hol der Teufel! Bächtold schrieb mir, in Zürich könne man mit den Fingern auf die Originale zeigen; es wirke geradezu befreiend dort. Aber es ist keine Wirkung des praktischen Gehalts; was geht es die Poesie, was uns an, wenn solcher Schwindel dort vor sich geht.
Und Joseph Viktor Widmann schreibt in seiner Rezension vom 27. und 28. Dezember 1886 im Berner Bund unter dem Titel „Der Schweizer Roman Martin Salander“ zwar nicht ebenso abwertend, aber ebenso einengend:
Im neuen Roman ist das Volksleben, und zwar das Volksleben unserer Gegenwart, nicht eine Zutat, sondern der eigentliche Inhalt. [...]
In dieser Beziehung stehen wir nicht an, den neuen Roman Kellers als eine Art Volksepos der Gegenwart, und zwar als ein durch und durch schweizerisches Volksepos, zu bezeichnen.
Widmann verwendete den Ausdruck „Schweizerroman“ „mit großer Emphase in seiner Rezension des Martin Salander, die er nicht nur für den Berner Bund, sondern auch für die Wiener Deutsche Zeitung schrieb“. Gottfried Keller war über diese Verengung der Bedeutungsperspektive auf das Nationale alles andere als erfreut, hatte er Widmann doch schon im September 1886 wissen lassen: „Man schreibt in seinem Lande und aus demselben heraus; aber wenn etwas dran sein soll, so muß es immer auch noch für andere Leute geschrieben sein.“
Dass ein in der Schweiz spielender Roman auch für „andere Leute“ relevant sein kann, obwohl die Schweiz damals aufgrund der realisierten Demokratie andere Voraussetzungen mit sich brachte als die umliegenden Länder, hängt mit der Tatsache zusammen, dass die Unterschiede gar nicht so gross waren, wie sich Keller eingestehen musste. Die Hoffnung, dass eine fortschrittliche Staatsverfassung auch zu einer besseren Gesellschaft führt, hatte sich zerschlagen. Keller kam zur Einsicht, dass „keine Staatsform gegen das allgemeine Uebel schützt“ und er seinen Landsleuten sagen kann „voilà, c'est chez nous comme partout“. Diese Wendung ist ein Schlüsselsatz. Keller hat sie nicht nur wie hier in einem Brief an seinen Verleger Julius Rodenberg gebraucht, sondern auch an zwei Stellen in den Roman eingebaut. Es ist letztlich für Keller nichts weniger als die Rechtfertigung, diesen Roman zu schreiben, wie man einer Notiz entnehmen kann, die für ein geplantes Vorwort gedacht war:
Es scheint jetzt eine Zeit zu sein, in der alle Nationen, große und kleine, eine Art Romanbekenntnisse ablegen, in denen sie ihre Schäden vergleichen und beklagen, Ueberhebungen und Verirrungen abbüßen, und ihre Besserungsrecepte austauschen. So eintönig der Gesang zu werden beginnt, kann sich doch keiner der auf den Bäumen herumsitzenden Vögel ihm entziehen, zumal die Kunstform eine Freiheit der Bewegung gestattet, die sonst nicht leicht vorhanden ist. Auch vorl. kleine Roman stellt sich in diesem Sinne an die Heerstraße und ohne andern Anspruch, als in das allgemeine „es ist bei uns wie überall“ als umgekehrtes „c'est partout comme chez nous“ einzustimmen.
Den Salander als Schweizerroman zu verstehen, war aber schon früh nicht die einzige Möglichkeit. Zahlreiche andere Bestimmungen zeigen das schwankende Verständnis des Kellerschen Alterswerks. So ist für Paul Heyse das Buch „nicht sowohl ein Roman als ein – politisches – Erbauungsbuch.“ Scheint hier noch eine sanft ironische Note eingeflochten, so heißt es bei Hans Wysling in seinem Gedenkbuch zum 100. Todesjahr Kellers geradeheraus: „Der Roman ist ein erzieherisches Werk, ein Predigt- und Erbauungsbuch.“ Ähnliches meinte Rudolf Fürst schon 1903, wenn er schrieb: „Mit Baechtold [...] verehren wir diese Dreiheit in dem grossen Volks- und Erziehungsbuch von Martin Salander: ein politisches Erbauungsbuch und doch ein Poesiebuch und dazu ein grosses Kunstwerk.“ Der pädagogische Einschlag des Romans ist auch sonst festgestellt worden. Eher selten ist dagegen die Einschätzung Adolf Freys: „Auch Martin Salander ist ein Entwicklungsroman, der Held klärt und läutert sich und wird von seinem übertriebenen Optimismus geheilt.“ „Die meisten andern Interpreten betonen dagegen den Immobilismus Martin Salanders.“ Eine Ausnahme ist Bernd Neumann, der von einem „paradoxen“ Erziehungsroman sprich (weil „der Vater durch den Sohn zu einer gnadenlosen Vernünftigkeit erzogen“ wird) Beide aber sprechen generell von einem Zeitroman und stimmen damit ein in den Chor der meisten Interpreten. Dieses Verständnis des Martin Salander als Zeitroman erscheint schon in den ersten Besprechungen, nicht nur bei Adolf Frey. So schreibt der Rezensent der Basler Nachrichten: „Es ist ein Zeitroman, den G. Keller uns diesmal bietet, und zudem zu einem guten Theile ein politischer Roman.“ Dieses Verständnis des Martin Salander als Zeitroman hat sich im Laufe des 20. Jahrhunderts weitgehend durchgesetzt.
Nach Joachim Worthmann geht es im Zeitroman generell darum: „ein Totalbild der gesellschaftlichen Wirklichkeit in romanhafte Form zu gießen“, indem „individuelles Menschenschicksal als gesellschaftliches Phänomen durchsichtig“ gemacht wird. Dabei ist durchaus zu fragen, in „welcher Weise“ der Salander ein Zeitroman sei, denn es ist auch oft festgestellt worden, dass an dem geforderten „Totalbild der gesellschaftlichen Wirklichkeit“ wichtige Elemente fehlen, insbesondere die Welt des Arbeiterproletariats, das im Laufe des 19. Jahrhunderts immer wichtiger geworden war.
Immerhin ergibt sich ein Bild der gesellschaftlichen Realitäten, indem eine Biografie wie die des Protagonisten typisch für seine Zeit ist:
Martin Salander dürfte um 1825 geboren sein und erlebte wie sein Autor in jungen Jahren den liberalen Aufbruch. Die Schule war das Lieblingskind der neuen Regierung, und so entspricht es dem Geist der Zeit, wenn Salander den Lehrerberuf wählt und später noch eine Zusatzausbildung absolviert, um an der neu geschaffenen Sekundarschule zu unterrichten. Auch wenn er sich danach entschließt, in die Stadt zu ziehen und Kaufmann zu werden, verhält er sich zeittypisch: 1850–60 ist das Jahrzehnt einer nie gekannten wirtschaftlichen Prosperität [...]. Noch werden die destabilisierenden Wirkungen und Verunsicherungen, die der Wachstumsschub mit sich brachte, nicht wahrgenommen. Erstes Anzeichen ist dann eine Welle von Konkursen, die den Kanton Zürich um das Jahr 1860 heimsucht. Als Bürge wird Salander in diesem Zeitraum vom Bankrott eines Schul- und Berufskollegen namens Louis Wohlwend in den Ruin gestürzt.
Das geht so weit, dass auch der für heutige Leser möglicherweise etwas exotisch anmutende Brasilienaufenthalt zeittypisch ist, denn „die Handelstätigkeit von Schweizer Kaufleuten in Brasilien erlebte im 19. Jahrhundert ihren Höhepunkt während der 60er Jahre“, also genau zu der Zeit, in der Martin zum ersten Mal abreist. Fraglich im Zusammenhang mit dem Brasilienaufenthalt ist dann allerdings, wie es möglich ist, in so kurzer Zeit einen so grossen, gewissermassen märchenhaften Reichtum zu erwirtschaften. Dominik Müller wirft die Frage auf: „Heißt das, daß es dem Autor mit seinem Projekt eines realistischen Zeitromans doch nicht so ernst ist und er nicht zögert, die Augen vor der Wirklichkeit zu verschließen? Oder ist das Märchenhafte hier gerade der adäquate Ausdruck kapitalistischen Wirtschaftens, dem mit der Vorstellung solider, berechenbarer Arbeit nicht mehr beizukommen ist?“ Der ersten Meinung ist Fritz Martini, wenn er von einer „idyllischen Gestaltungstendenz“ der Schweizer Verhältnisse spricht. Der letzteren Meinung scheint Michael Böhler zu sein.
Individuelle Moral oder „Dialektik der Aufklärung“ 
Die beiden möglichen Erklärungen weisen auf zwei verschiedene Deutungsmodelle hin die von den Interpreten angeboten werden. Das erste geht davon aus, dass das Problem auf der Ebene moralischer Verfehlung der Protagonisten abgehandelt werde, statt die ökonomischen, in der historischen Entwicklung begründeten Zusammenhänge in den Blick zu nehmen, wobei dann oft Bezug genommen wird auf die negativ gezeichneten Charaktere Wohlwend und die Weidelich-Zwillinge. In diesem Modell ist das Scheitern des Romans unausweichlich, da die Überwindung der Probleme mit den zur Verfügung stehenden Mitteln nicht geleistet werden kann. Und dass Arnold, der die Lösung bringen sollte, keine überzeugende Figur ist, (wie praktisch alle Interpreten feststellen) ist dann nicht mehr als folgerichtig.
Das zweite Modell beginnt dort, wo das erste endet und dreht die Deutung um eine dialektische Drehung weiter: Was als Unstimmigkeit im Roman erscheinen mag, ist dann Ausdruck der zu schildernden Problemlage, der mit abgerundeten, in sich stimmigen Erzählungen nicht mehr beizukommen ist. Diese Argumentation wird typischerweise anhand des uneindeutigen Charakters des Haupthelden abgehandelt. In diesem Modell ist es geradezu zwingend, dass Keller den poetischen Realismus hinter sich lassen und sich auf neues Terrain begeben musste.
Die Vertreter des ersten Modells sind zahlreich. Oft wird dabei der moralische Ansatz Kellers dafür verantwortlich gemacht, dass er die sozialen und ökonomischen Veränderungen nicht als Grund für die Krise in den Blick bekomme.
So schreibt Joachim Worthmann:
In dieser Intention, die Gefährdung des Bürgertums und damit der demokratischen Ordnung nicht als geschichtlichen Prozeß, sondern als Zerfall seiner Moral zu gestalten, liegt der Grund dafür, daß Keller in «Martin Salander» die konkreten Phänomene und Probleme der Zeit nicht in den Blick bekommt: die Industrialisierung als gesellschaftliche und wirtschaftliche Frage und ihre problematischen Folgen bleiben außerhalb der erzählten Welt, das Thema «Fabrik und Maschine» wird nicht aufgegriffen. Seine Menschen sind Handwerker, Bauern, Beamte, Kaufleute, d. h. Keller spiegelt auch in seinem Roman der Gründerzeit noch eine vorkapitalistische Gesellschaft wider, und der moralische Standard, an dem er seine Gestalten mißt, entspricht einer untergegangenen geschichtlichen Epoche. [...]
Wenn er den ehrgeizigen Aufstieg der Zwillinge beschreibt, so steht dahinter eigentlich der soziale Geltungsdrang des Kleinbürgertums, eine kollektive Bewegung, die sich erst in der gesellschaftlichen Offenheit einer liberalen Demokratie entfalten konnte.
In diesem Zusammenhang durchgängiger Moralisierung findet auch der ursprünglich von Keller geplante Schluß einen Sinn, der «mit einer wirklichen Bergfahrt vieler Menschen kataströphlich» enden sollte. Damit erweist sich die Moralisierung des Geschichtsprozesses als die Voraussetzung der intendierten Versöhnung und das Verfehlen der Zeit-Wirklichkeit als eine Funktion der auf Harmonie abzielenden Erzählintention.
Ähnliche Überlegungen finden sich bei Friedrich Hildt, Gerhard R. Kaiser und Adolf Muschg
Dagegen hielt Theodor W. Adorno schon 1958:
Wie es leicht ist, die homerische Einfalt, die selber schon zugleich das Gegenteil von Einfalt war, sei‘s zu belächeln, sei‘s hämisch gegen den analytischen Geist ins Feld zu führen, so wäre es leicht, die Befangenheit von Gottfried Kellers letztem Roman darzutun und der Konzeption des Martin Salander vorzuwerfen, daß das auftrumpfende So-schlecht-sind-heute-die-Menschen kleinbürgerliche Unkenntnis der ökonomischen Gründe der Krisen, der gesellschaftlichen Voraussetzungen der Gründerjahre verrate und das Wesentliche verfehle. Aber nur solche Naivetät wiederum erlaubt es, von den unheilschwangeren Anfängen der spätkapitalistischen Ära zu erzählen und der Anamnesis sie zuzueignen, anstatt bloß von ihnen zu berichten und sie kraft des Protokolls, das von Zeit einzig noch als einem Index weiß, mit trugvoller Gegenwärtigkeit ins Nichts dessen hinabzustoßen, woran keine Erinnerung mehr sich zu heften vermag. In solcher Erinnerung an das, was eigentlich schon gar nicht mehr sich erinnern läßt, drückt dann freilich Kellers Beschreibung der beiden betrügerischen Advokaten, die Zwillingsbrüder, Duplikate, sind, soviel von der Wahrheit aus, nämlich gerade von der erinnerungsfeindlichen Fungibilität, wie erst wieder einer Theorie möglich wäre, die noch den Verlust von Erfahrung aus der Erfahrung der Gesellschaft durchsichtig bestimmte.
In diesem Zusammenhang ist es bemerkenswert, dass die Vertreter des zweiten Deutungsmodells gerne die Dialektik der Aufklärung evozieren. So schreibt Bernd Neumann:
Dass die Orientierung am kurzfristigen Gewinn im Umgang mit der Natur schließlich die Existenzgrundlage des menschlichen Lebens überhaupt gefährden kann, ist an dieser Stelle beispielhaft festgehalten; die Zwillinge erscheinen bei Keller als die gleichgültig-bornierten Vollstrecker dieser Tendenz der Moderne, die ihrerseits das vielleicht charakteristischste Derivat der „Dialektik der Aufklärung“ darstellt.
Und für Eva Graef „macht Keller sinnfällig, was Horkheimer und Adorno 1947 als ‘Dialektik der Aufklärung‘ formulierten.“ Sie konstatierten die Selbstzerstörung der aufklärerischen Ideen im Zusammenbruch der bürgerlichen Zivilisation und der Entfesselung der Marktwirtschaft.
Graef arbeitet detailliert heraus, wie sich im „doppelten Gesicht“ Martin Salanders, der „einmal reinen Idealismus und ein anderes Mal blinde Torheit zu erkennen gibt“, die zwei verschiedenen Phasen der Entwicklung des Liberalismus widerspiegeln. „In Salanders fortschrittsverbundener und vaterländischer Begeisterung reflektiert Keller nicht nur das eigene Auftreten nach seiner Heimkehr in die Schweiz der 50er Jahre – viel mehr noch läßt er im Optimismus seines Protagonisten die enorme Euphorie der Gründerjahre greifbar werden.“ Die Kehrseite dieses Fortschrittsverständnisses zeigt sich in Salanders „bis zur Torheit gehende Blindheit“:
Geblendet von den offenkundigen Erfolgen der 50er Jahre glaubt Salander an die immerwährende Gültigkeit seiner Ideale und betrachtet ihre Umsetzung als Garantie für die unfehlbar positive Fortentwicklung des einmal Geschaffenen.
Dass sich aus den Grundsätzen des liberalen Bürgertums etwas anderes als die stete Verbesserung des freien und demokratischen Gemeinwesens, etwas anderes als ein ständiger Fortschritt an Freiheit, Gleichheit und Solidarität entwickeln könne, liegt dem gründerzeitlichen Selbstverständnis Salanders gänzlich fern. Aus dieser Überzeugung resultiert seine illusionäre Erwartungshaltung und die selektive Wahrnehmungsfähigkeit, mit der er die Münsterburger Verhältnisse aufnimmt.
Salander, der Häuser besitzt, ohne sich dessen bewusst zu sein, wird selbst zum Nutzniesser des Baubooms in Münsterburg und ein Treiber jener Dynamik, mit der das Wirtschaften sich die eigene Existenzgrundlage zerstört.
Dass die Folgen der Gründerzeit nicht als Verfallsgeschichte im moralischen Sinne zu bewerten sind, sondern ihre negativen Konsequenzen in den Idealen der Gründergeneration selbst (und denjenigen ihrer Väter) zu suchen sind, macht Keller deutlich an der Eigendynamik, die Salanders Ideen – von ihrem Träger unbemerkt – im Zuge ihrer realen Umsetzung entfalten.
Kellers „pessimistisches Zeitbild zeigt die, Pervertierung der Werte, die von den Ideen der Aufklärung ausgingen“ und in der Vergangenheit ihre Potenz unter Beweis gestellt hatten, ein Land „zu einem freien, demokratischen und wirtschaftlich prosperierenden Gemeinwesen“ machen zu können. „Und es zeigt exakt den Punkt auf, an dem sich der Umschlag ins Negative vollzieht: dort nämlich, wo der Glaube an die Ideale der bürgerlich-liberalen Ära mit Blindheit einher geht, wo mangelnde Einsicht in ihre Kehrseite zu einer Torheit führt, welche die Destruktion der Ideale mit herbeiführt.“
Keller beschreibt damit genau jenen Mechanismus, den auch Adorno und Horkheimer in ihrer Dialektik der Aufklärung analysiert haben: „Wo die Ideen der Aufklärung ihr kritisches Element verlieren und ‚als bloßes Mittel in den Dienst eines Bestehenden‘ treten, da ‚verflüchtigt‘ sich ihre Wahrheit und eine gegenläufige Entwicklung setzt ein. Salanders Blindheit verbildlicht dieses Defizit, sie verwehrt dem Protagonisten den Einblick in das zerstörerische Potential seiner Fortschrittsgedanken und läßt ihn zum unbeirrbaren Verfechter der gründerzeitlichen Wertvorstellungen werden.“
Pädagogik
Die Themen Schule, Bildung und Erziehung sind im Salander prominent vertreten. Nicht nur war der Lehrerberuf die erste Berufung Martins; das Erziehungswesen bleibt auch sein bevorzugtes Engagement bei der Arbeit im Rat, das er nicht ohne eine gewisse kompensatorische Note verfolgt. Das Thema lässt ihn auch zwischendurch nicht los: Kaum zu Hause angekommen nach seinem zweiten Brasilienaufenthalt, beginnt er die Kinder über den Schulstoff auszufragen. Dabei wird er gewahr, dass er kaum die richtigen Fragen stellen kann, weil sich das Schulwesen gewandelt hat.
Dass das Erziehungswesen im Martin Salander eine so prominente Stellung einnimmt, ist kein Zufall. Erstens war das Schulwesen ein besonderes Anliegen der Liberalen, die es seit den 1830er Jahren zügig ausgebaut hatten. Und zweitens hatte Gottfried Keller schon 1873 eine Anregung erhalten, sich mit dem Thema auseinanderzusetzen. Josephine Zehnder-Stadlin, die damals an einem Werk über den Pädagogen und Sozialreformer Johann Heinrich Pestalozzi arbeitete, hatte Keller gegenüber den „tiefinnigen Wunsch“ geäussert, er möge „sich entschließen, Pestalozzis Volksbuch «Lienhard und Gertrud» aus jener Zeit in die unsere, in unsere Verhältnisse und Charaktere herüberzutragen, d. h. auf dem Grund und Boden unsers heutigen Lebens herauswachsen und sich entwickeln lassen.“ Keller lehnte das Ansinnen zwar höflich, aber bestimmt ab, mit der Begründung: „Will man das erreichen, was Sie bezwecken, so muß man eben etwas ganz Neues machen, und da muß halt in Gottes Namen wieder ein Pestalozzi kommen.“
Doch wirkt eine Episode des Martin Salander wie eine Reminiszenz dieser Anregung: Als es zum Prozess gegen die Weidelich-Zwillinge kommt, verlegt sich die Verteidigung darauf, „die beklagenswerte Mangelhaftigkeit des öffentlichen Unterrichts, der Volkserziehung“ als Milderungs- und Rechtfertigungsgrund anzuführen. Der Gerichtspräsident schmettert dieses Argument ab, indem er mit Hinweis auf den Autor des hundert Jahre zuvor erschienenen Buches Lienhard und Gertrud die enormen Anstrengungen erwähnt, die der Staat seit damals und im Sinne ebendieses Autors, nämlich Pestalozzis, zur Hebung der Volksbildung unternommen hat. So sehr die Logik dieses Arguments einleuchtet, trennen doch unüberbrückbare Differenzen den Martin Salander vom einhundert Jahre älteren Roman Pestalozzis, wie Bernd Neumann festhält:
Allerdings wird der Titel „Lienhard und Gertrud“ im Text des Martin Salander an wichtiger Stelle erwähnt, ebenso werden Fragen der Volkserziehung intensiv erörtert, doch im ganzen gesehen kann man den Salander nur als einen durch und durch pessimistischen Gegenentwurf zum Roman Pestalozzis einschätzen. Bei Pestalozzi sollte ja die institutionalisierte breite Volksbildung das Ende aller Laster und die Bekehrung selbst der verstocktesten Schurken bewirken; [...]. Kellers Salander zeigt im Gegenteil die Wirkungslosigkeit der Volkserziehung in Zeiten des gesellschaftlichen Verfalls. [...] Unter diesem Gesichtspunkt ist der Martin Salander allerdings als Gegenentwurf zu Pestalozzis Gertrud und Lienhard (sic!), darüber hinaus als Absage an Kellers eigene politisch-ideologische Vergangenheit zu verstehen.
Der letzte Punkt, die Absage an die eigene politisch-ideologische Vergangenheit, leitet über zu einem weiteren wichtigen Aspekt:
Widerruf
In den Vorarbeiten zum Salander hat sich folgende Notiz erhalten:
Der Autor stellt sich anläßlich des Festschwindels (Schulreisen etc.) selbst dar als büßenden Besinger und Förderer solchen Lebens. Alternder Mann der unter der Menge geht und seine Lieder bereut etc. Beispiel von ernster Ethik der Nichtkirchlichen.
Keller sieht hier also die häufigen Feste und das Herumreisen kritisch, Dinge, die er selber einst nicht nur bejaht, sondern auch mit Gedichten und Grussworten unterstützt und gefördert hatte und denen er mit dem Fähnlein der sieben Aufrechten ein Denkmal gesetzt hatte. Nun scheint er dies zu bereuen.
Die in der obigen Notiz angeschlagene Thematik hat in vielfältiger Weise Eingang in den Roman gefunden. Explizit wird das an folgender Stelle:
Der Sommer wurde mit jeder Stunde geräuschvoller, so zu sagen üppiger durch eine ungeheure Zahl größerer und kleinerer Feste, Anlässe, Gesamtreisen, Vereinsausflüge und Begehungen aller Art bis in den Herbst hinein in allen Himmelsrichtungen; es war, als ob das ganze Volk wanderte, unter allen Vorwänden, Dorfschaften und städtische Nachbarschaften, Häuflein von Greisen, welche fünfzig, sechszig, siebzig Jahre alt geworden, und Hunderte von Kinderschulen mit flatternden Fähnchen, von denen zuweilen eine an der Sonne lagerte, bis die Vorsteher aus dem berühmten Bierhause kamen, in das sie geschwind untergetreten.
Das beschriebene Verhalten der Leute scheint vor allem deshalb problematisch, weil es im Widerspruch steht zur wirtschaftlichen Lage des Landes:
Ein unkundiger Fremder hätte fragen können, wer eigentlich in diesem Lande im Sommer arbeite [...]. Wenn man [...] sich der Klagen über schlechte Zeiten und stätig wachsende Volksnot erinnerte, so begriff auch der Einheimische nicht recht, wo sie alle das Geld hernahmen, das sie verjubelten.
Auf diese Stelle folgt unmittelbar der Bericht über die reihenweise Verhaftung von Kassierern, Beamten und Verwaltern, die Gelder ertrogen und veruntreut haben – was der Frage, „wo sie alle das Geld hernahmen, das sie verjubelten“, erst ihre tiefere Bedeutung gibt.
Beim Stichwort „Festschwindel“ ist im Zusammenhang mit Martin Salander an die Hochzeit der Salander-Töchter mit den Weidelich-Zwillingen zu denken. Dieses Fest nimmt im Roman eine prominente Stellung ein, indem es das 11. Kapitel bildet und sich damit in der Mitte des Romans befindet, der 21 Kapitel umfasst. Martin inszeniert dieses primär privat-familiäre Ereignis als Volksfest. Dadurch rückt es in die Nähe von Festen, wie sie zum Beispiel das Schützenfest im Fähnlein der sieben Aufrechten darstellen. Der Vergleich des Martin Salander mit dem ein Vierteljahrhundert älteren Fähnlein zeigt verblüffende Parallelen und signifikante Differenzen, wie Karl Pestalozzi in seiner Antrittsrede Gottfried Kellers Widerruf im „Martin Salander“ 1969 herausgearbeitet hat. Diese beziehen sich auf die Funktion des Festes für die Gesellschaft. Demnach galt im Fähnlein noch die Einheit von Einzelnem und Volk, die wechselweise aufeinander einwirken: „Erst die Öffentlichkeit verbürgt auch das Private“ – und besonders auch die Liebe, die ihre Gefährdung verliert, wenn sie sich öffentlich zeigen kann. Die Verbindung von Einzelnem und Allgemeinem bedarf der Kunst, die die Selbstdarstellung des Volkes ermöglicht. Bewährte Formen sind dabei Festspiel, Rede, Lieder; dabei spielen auch Gegenstände wie Fahnen, Kränze und Schützenbecher eine Rolle.
Im Fähnlein der sieben Aufrechten schliesst sich all das zu einem geglückten Fest zusammen; nicht so bei der als Volksfest inszenierten Hochzeitsfeier im Martin Salander. Das beginnt schon bei den Brautleuten, die „keine Individuen“ sind: Bräute, die so ununterscheidbar sind, dass ihr Bruder ihre Namen Setti und Netti in „Snetti“ zusammenzieht; ihre Bräutigame, Zwillinge, die selbst von ihren Geliebten nur anhand einer Missbildung am Ohrläppchen unterschieden werden können. Dass sie keine Gesinnung haben, wird am Hochzeitsfest possenhaft klar. Dass sie „keine Seele“ haben, werden ihre Frauen erst später gewahr. Wenn aber die Einzelnen keine Individualität haben, „fehlt der Gemeinschaft die individuelle Basis, die sie erst zum «Volk»“ werden lässt. Dazu kommt die Dysfunktionalität der künstlerischen Darbietungen: Die Blasmusiker sind von ihrer Aufgabe überfordert, die Rede des Pfarrers strotzt vor Peinlichkeiten, der Toast muss mit einem dem Wirt entliehenen „Notpokale“ ausgebracht werden und die humoristischen Darbietungen entzweien die Parteien, anstatt sie zu versöhnen, wie es Salander geplant hatte.
Salanders missglücktes Fest macht somit augenfällig, dass sich in der Gegenwart der Einzelne, das Allgemeine und die Kunst voneinander getrennt und verselbständigt haben. [...] Salanders Versuch, das im Fähnlein vorgegebene Modell in seiner demokratischen Gegenwart nochmals zu erfüllen, hat dieses in seine Bestandteile aufgesplittert.
Soweit scheint Salanders Vorstellung ein Ideal zu sein, das der schlechten Gegenwart eine glücklichere Vergangenheit entgegenhält. Doch in der Myrrha-Geschichte entlarvt sich auch der Idealismus Salanders als unzeitgemäss. Die Schwägerin Wohlwends wird ihm als von griechischer Abkunft vorgestellt; sie erscheint ihm in klassischer Schönheit und betört seine Sinne. Dass die wortkarge Myrrha „blödsinnig“ ist, muss Salander von seinem Sohn erfahren; dass Wesen und Erscheinung auseinandertreten könnten, damit hat er nicht gerechnet. Damit hatte er schon damals nicht gerechnet, als ihn Wohlwend mit der Rezitation von Schillers Bürgschaft dazu brachte, für ihn jene verhängnisvolle Bürgschaft zu übernehmen, die ihn dann selbst an den Rand des Bankrotts brachte.
Er [Martin Salander] steht noch im Banne der klassischen Ästhetik und glaubt an das sinnliche Erscheinen der Idee. [...] Deshalb auch glaubt er, dass im Fest die Idee des Volkes zur Erscheinung kommen könne. [...] Der klassische Glaube an die Entsprechung von Wesen und Erscheinung, Gutem und Schönem verführt Salander immer aufs Neue dazu, auf den äusseren Schein hereinzufallen.
Das Auseinandertreten von Wesen und Erscheinung unterminiert auch die Staatsidee der repräsentativen Demokratie: Die gewählten Vertreter des Volkes vertreten nicht länger das Volk, nur mehr sich selbst und ihre Eigeninteressen. Dies wird am ersten Tag der Ratstätigkeit der Weidelich-Zwillinge offensichtlich, wo sie sich überhaupt nicht mit den Ratsgeschäften befassen, sondern das Rathaus als Bühne für ihre Selbstinszenierung missbrauchen. „Das Volksfest, die Idee des Klassisch-Schönen und der liberale Repräsentationsgedanke erscheinen somit als Ausprägungen ein und desselben Geistes.“
Indem Keller im Martin Salander nicht nur seine Gegenwart kritisiert, sondern auch die Ideale der früheren Zeit relativiert, distanziert er sich gleichzeitig von einem wesentlichen Teil seines Werks, insbesondere von Positionen, die im Fähnlein der sieben Aufrechten eine herausragende Gestaltung gefunden hatten. Diese Distanzierung, auf die Karl Pestalozzi in seiner Antrittsrede 1969 unter dem Titel Widerruf hingewiesen hat, ist seither von zahlreichen Interpreten aufgenommen worden. Adolf Muschg verweist noch auf eine weitere Dimension, die nicht nur Kellers poetischen Einsatz für den Staat, sondern vor allem auch seine langjährige Tätigkeit als Staatsschreiber in Anschlag bringt:
Von „Martin Salander“ reden, heisst zurückkommen auf das dunkelste Motiv in diesem Lebenswerk; auf den Verdacht (um ihn nicht eine Erfahrung zu nennen), dass das persönliche Opfer des Staatsdienstes durch die Entwicklung dieses Staatswesens selbst um ihren [sic!] Sinn gebracht sei.

## Form
Keller hatte sich für den Martin Salander vorgenommen, einen neuen, nüchterneren Ton anzuschlagen als den, den seine Leser gewohnt waren und schätzen gelernt hatten. Im August 1881 schreibt Keller an Theodor Storm: „Uebrigens ist's jetzt doch zu Ende mit diesen Späßen. Ich gehe jetzt mit einem einbändigen Romane um, welcher sich ganz logisch und modern aufführen wird; freilich wird in anderer Beziehung so starker Tabak geraucht werden, daß man die kleinen Späßchen vielleicht zurückwünscht.“ In diesen Worten verbirgt sich nichts weniger als die Abkehr vom Poetischen Realismus, als dessen Meister Keller zu diesem Zeitpunkt galt.
Stattdessen orientiert sich Keller am „zeitgenössischen europäischen Romanschaffen“, also am aufkommenden Naturalismus, und speziell an der Romantheorie Friedrich Spielhagens. Von deren Forderungen nach Objektivität und szenischer Darstellung finden sich deutliche Spuren im Martin Salander. Keller versuchte, auf einen auktorialen Erzähler weitgehend zu verzichten und gewissermassen hinter die handelnden Personen zurückzutreten. Das Resultat lässt sich an der Eingangspassage des Romans klar erkennen:
Ein noch nicht bejahrter Mann, wohl gekleidet und eine Reisetasche von englischer Lederarbeit umgehängt, ging von einem Bahnhofe der helvetischen Stadt Münsterburg weg, auf neuen Straßen, nicht in die Stadt hinein, sondern sofort in einer bestimmten Richtung nach einem Punkte der Umgegend, gleich einem, der am Orte bekannt und seiner Sache sicher ist.
Der Erzähler scheint bloss zu wissen, was ein neutraler Beobachter von aussen sehen kann. Der Leser erfährt nicht einmal den Namen der geschilderten Person. Für ihn ist sie im Folgenden zunächst einfach „der Wandersmann“, „der mit der Reisetasche“ oder „der Fremde“. Dass es der Titelheld ist, wird erst sieben Seiten später klar, als ihn ein Bekannter – der „ewige Spaziergänger und Schoppenstecher“ Möni Wighart – mit Namen anspricht. Auffällig ist die Formulierung „gleich einem, der am Orte bekannt und seiner Sache sicher ist“: Der Erzähler gibt sich sichtlich Mühe, sich nicht als allwissend auszugeben, sondern seine Erkenntnis abzuleiten von äusserlich sichtbaren Anzeichen.
Lange hält der Erzähler das allerdings nicht durch. Schon bald bemächtigt er sich Salanders Innenleben, kennt seine Geschichte, seine Gefühle und Absichten:
[...] und als er jetzt rückwärts schaute, bemerkte er, daß er auch nicht aus dem Bahnhofe herausgekommen, von welchem er vor Jahren abgefahren , vielmehr am alten Ort ein weit größeres Gebäude stand. [...] Aber der erhobene Kopf, die an der Hüfte gelind sich hin- und herwiegende Reisetasche ließen erkennen, wie er vom Schwunge der Gedanken bewegt, von Genugthuung erfüllt dahin schritt, um Weib und Kinder aufzusuchen, wo er sie vor Jahren gelassen.
Vollends einen Rückfall ins auktoriale Erzählen stellt der letzte Satz des 1. Kapitels dar. Nachdem Salander und Wighart weggegangen sind, bleibt ein ungefähr 8jähriger Knabe auf dem Platz zurück. Salander hatte sich vorher für den Knaben, eingesetzt, als er von andern angegriffen und ausgelacht worden war, weil er sagte, er warte auf seine Mutter. Und nun heisst es: „Der Platz um den Brunnen war nun gänzlich still und leer; nur in einer Ecke stand noch der Knabe, der auf die Mutter wartete und das jüngste Kind Salanders war, der eben hinweggegangen.“ Die unscheinbare Feststellung ist in mehrerer Hinsicht bemerkenswert. Einmal zeigt sie auf, dass Salander seinen eigenen Sohn nicht kennt. Das ist ihm faktisch zwar nicht vorzuwerfen, denn ein Kind, das ein Jahr alt war, als man es zuletzt sah, kann man nach sieben Jahren nicht wiedererkennen, aber symbolisch verweist es bereits auf Salanders beschränktes Urteilsvermögen, das sich im weiteren Handlungsverlauf herausstellen wird. Dann lässt diese Feststellung das zuvor Geschehene in einem neuen Licht erscheinen, da nun klar ist, dass sich Salander nicht für irgendeinen Knaben, sondern für den eigenen Sohn eingesetzt hat, dies allerdings ohne zu wissen, dass er der Vater ist, getrieben bloss von seinem Gerechtigkeitssinn. Und schliesslich eröffnet diese Feststellung einen Spannungsbogen, denn der Knabe wird Salander später, wenn er nach Hause kommt, wiedererkennen, so dass er in seiner Familie nicht verbergen können wird, dass er nicht auf direktem Weg nach Hause gegangen ist, sondern zuerst mit einem Bekannten ein Wirtshaus aufgesucht hat, und die Frage ist, wie das von den Familienangehörigen aufgenommen wird. Keller erreicht mit dieser Feststellung also einen effektvollen Kapitelschluss (und gewissermassen einen Cliffhanger), aber um den Preis, gegen die selbstauferlegte Beschränkung im Gebrauch der erzählerischen Mittel zu verstossen.
Man beobachtet somit, dass „die am Romananfang konstatierte Zurückhaltung des Erzählers nicht lange aufrechterhalten werden“ kann, wenigstens nicht in strengem Sinn. Und doch ist Keller bemüht, auktoriale Eingriffe des Erzählers zu minimieren. Er benötigt deshalb ein anderes Mittel, wenn er das Geschehen bewerten will. Die Lösung in Spielhagens Theorie ist es, einer Person der Romanhandlung diese Aufgabe zu überlassen: „Dem ratsuchenden Keller bot sich in Spielhagens Ausführungen [...] die Ermächtigung aus berufenem Munde, vermittels einer Mittelpunktsfigur die eigene Weltanschauung zum Maßstab der Weltbetrachtung im Roman zu erheben.“ Diese Mittelpunktsfigur ist Martin Salander, dessen idealistische Weltsicht an sich schon einen vernichtenden Kommentar zu den beobachteten Zeitumständen darstellt. Diese Figur erlaubt es Keller, Kritik zu üben an der Gesellschaft, ohne Eingreifen einer auktorialen Erzählinstanz. Gleichzeitig sollen aber auch die Ideale Salanders als unzeitgemäss entlarvt werden. Keller braucht also auch eine Möglichkeit, sich von Salander zu distanzieren. Deswegen ist dieser so widersprüchlich angelegt: einerseits der Idealist, der verantwortungsvolle Staatsbürger, der sich uneigennützig und umsichtig für das Gemeinwohl einsetzt, andererseits der „Illusionär“, dessen hochfliegende Pläne an der Realität laufend zuschanden werden, und der gutmütige Naivling, der sich von den ihn umgebenden gerissenen Betrügern Mal um Mal über den Tisch ziehen lässt.
Diese schwache Seite Salanders zeigt sich zum Teil von selbst im Fortgang der Handlung, zum Teil wird sie aber auch thematisiert durch eine andere Identifikationsfigur des Erzählers, durch Salanders eigene Frau Marie. Marie Salander gehört zu Kellers starken Frauenfiguren. Wo Martin zu naiv, zu nachgiebig und zu gutgläubig ist, erkennt sie scharfsichtig die Probleme. Sie kann zum Beispiel Wohlwend mit wenigen, scharfen Worten in seine Schranken weisen, dass er „wie versteinert in seinem Bache“ steht und in ihm die Furcht aufsteigt, „es gäbe noch höhere Mächte als Konkursrichter und Gläubigerversammlungen.“ Sie erkennt auch frühzeitig die Mesalliance, die sich zwischen ihren Töchtern und den Weidelich-Zwillingen anbahnt. Doch wo es um die Problemlösung ginge, versagt auch sie: Als die Verlobung unvermeidlich wird, zieht sie es vor, das Feld zu räumen. Es wurde mehrfach festgehalten, dass ihr der Weitblick fehlt beziehungsweise, dass sie nicht die „Strahlkraft“ hat „mit der sie gegen den Schein stehen und durchdringen könnte.“ Oder mit den Worten von Gerhard R. Kaiser: „Als die sittliche Instanz steht sie im emphatischen Zentrum des Romans, in der Konstellation der Handelnden aber bleibt sie exzentrisch, an die Peripherie verwiesen. Darin zeigt sich ebensosehr, mimetisch, die reale Lage der bürgerlichen Frau im 19. Jahrhundert wie, zeichenhaft, die gesellschaftliche Marginalisierung der den Roman konstituierenden positiven Normen.“
Auch wenn es also Marie an „durchgängiger Überzeugungskraft“ mangelt, so kann sie doch vom Erzähler als Figur eingesetzt werden, um „eine zweite Identifikationslinie aufzubauen“. „Durch diese Erzähleridentifikation wird Maries Rolle als moralische Instanz und als Maßstab zur Beurteilung der Salanderschen Irrungen legitimiert.“ Ein typisches Beispiel für diese Rolle ist ihre Reaktion auf Salanders übertriebene Pläne zur Volksbildung. Er möchte, dass die Ausbildung der Jugendlichen bis zum 20. Altersjahr dauert, weil es so viel zu lernen gibt. Marie dagegen gibt die unrealistisch hohen Kosten zu bedenken und verweist sarkastisch auf: „den schrecklichen Kriegszug , welchen die Schweizer nach Asien oder Afrika werden unternehmen müssen, um ein Heer von Arbeitssklaven, oder besser ein Land zu erobern, das sie liefert. Denn ohne Einführung der Sklaverei, wer soll denn den ärmeren Bauern die Feldarbeit verrichten helfen, wer die Jünglinge ernähren?“
Der Aufbau dieser zweiten Erzählerfigur droht aber, der Erzählinstanz die Glaubwürdigkeit zu entziehen. „Die Verläßlichkeit der Erzählinstanz wird endgültig brüchig, wenn im Folgenden der Erzähler zusätzlich die Perspektive einer weiteren Figur übernimmt und mit ihr denjenigen der Torheit und Realitätsverfehlung bezichtigt, aus dessen Warte doch gerade die im Roman dargestellte Realität entworfen wird.“ Man kann in solchen Effekten das Negative sehen und Kellers Abkehr vom poetischen Realismus beklagen; man kann darin aber auch mit Thomas Binder eine zukunftsweisende Leistung des Romans würdigen:
Er setzt der dominierenden Figurenrede einen zwar reduzierten, aber doch vorhandenen Erzählerkommentar, dem ‚objektiven‘ ein indirektes, zeichenhaftes Darstellen entgegen. Diese schwankende, gleichsam doppelsinnige, keine geschlossene, sichere Weltsicht mehr suggerierende Erzählstrategie kann man auch als erstes Tasten nach Verfahrensweisen lesen, die auf Autoren des 20. Jahrhunderts vorausdeuten [...].

## Selbstzeugnisse
- Keller schreibt am 9. August 1887 an Ida Freiligrath: „Es ist freilich mehr ein trockenes Predigtbuch als ein Roman und zudem leider nicht fertig. In meinem Lande ist es wohl verstanden und unter großem Gebrumme gelesen worden. Draußen aber haben nur wenige gemerkt, was es sein soll und daß es sie auch etwas angeht. So geht es, wenn man tendenziös und lehrhaft sein will. Ich bin froh, mich wieder an die ‚zwecklose Kunst‘ halten zu können, wenn es eine gibt.“[144][A 3]
- Keller hat den Roman unter Zeitdruck geschrieben und war selbst nicht glücklich, wie er herausgekommen ist. Er hat die fehlende Poesie beklagt. Von Adolf Frey ist ein Zitat Kellers überliefert, demgemäß er gesagt haben soll „Es ist nicht schön! Es ist nicht schön! Es ist zu wenig Poesie darin!“[145][146] Keller plante, in einem zweiten Teil die Mängel auszubügeln. Dazu ist es nicht gekommen. Trotzdem entfaltete der Martin Salander für viele spätere Schweizer Schriftsteller normsetzende Kraft.

## Rezeption
- Theodor Storm schreibt am 9. und am 12. Januar 1887 an Keller, er sei „etwas verschnupft“, könne mit der „Salanderie“ „nicht recht was anfangen“ und favorisiere den früheren Keller, der „weniger grausam realistisch“ daherkomme.[147]
- Paul Heyse ist von der Lektüre „schwer enttäuscht“.[148]
- Hesse[149] rechnet mit „entbehrlichen Philologen“ ab, die diesen „modernen Musterroman“ wegen seiner vermeintlichen Zeitnähe geschmäht hatten. Hesse feiert die „lange Reihe unvergeßlicher, reiner Bilder“ und begründet, weswegen dieses Werk „reine Kunst“ sei.
- Hans Wysling empfindet anno 1990 den Roman „in seiner Lehrhaftigkeit etwas sklerotisch“.[150]
- Breitenbruch[151] zitiert aus Briefen Kellers an Heyse und an Rodenberg. Danach hat der Autor das „Romänchen“ immer einmal „wegen zu großer Aktualität“, die doch der Poesie abträglich sei, beiseitegelegt und sich auch mit dem Abfassen des Romanschlusses schwergetan. Zu der beabsichtigten Fortsetzung Arnold Salander sei es unter anderem auch nicht mehr gekommen, weil Keller ab Ende 1888 kränkelte.[152] Adolf Frey erinnert sich, wie Gottfried Keller seinen dritten Roman geplant hatte: Arnold avanciert zum Haupt der Familie Salander und seine Schwestern heiraten noch einmal; diesmal die Richtigen.[153]
- Nach Neumann[154] ist Kellers großes Romanthema verbunden mit der bohrenden Frage „nach der Fortdauer des Schönen in der neuen Zeit“. Zudem sei der Text eine Auseinandersetzung mit Pestalozzis Erbe. Der Schulmeister Salander müsse bei der anstrengenden Volkserziehung in der Gründerzeit versagen. In diesem Alterswerk nehme Keller seine diesbezüglichen liberal angehauchten[155] Hoffnungen aus den 1850er Jahren ebenso zurück wie den zuvor gepriesenen bürgerlichen Aufstiegswillen.[156] Die 1869 in Zürich durchgesetzte allgemeine Schulbildung habe die kriminellen Delikte von Isidor und Julian nicht verhindern können.[157] Sowohl die Gattin Marie Salander als schließlich auch der „allwissende Erzähler“ widersprächen Salanders „Volkserziehungs-Idealismus“.[158] Mit Louis Wohlwend und den betrügerischen Zwillingen stelle Keller vaterlandslose Gesellen aus der Gründerzeit dar. Die beiden Notare – allerdings keine Zwillinge – habe es wirklich gegeben. Der liberale Notar Koller habe 1881 in Thalwil die Schweizer um etwa 350 000 Franken betrogen und der Demokrat Rudolf von Dielsdorf habe im selben Jahr etwa 300 000 Franken unterschlagen.[159] Neumann[160] nennt einen Romanschluss, den Keller erwogen habe, doch nicht genommen hat: Der alternde Volksfreund Martin Salander – gutmütig, gutgläubig, schwach und sinnlich veranlagt – strauchelt über seine Affäre mit Myrrha.
- Schilling bringt das gut gemeinte, idealistische Anliegen Martin Salanders, scheiternd in einer in der zweiten Hälfte des 19. Jahrhunderts vom Kapital regierten Schweiz, auf die passende Formel „Alle Menschen werden Bürger“.[161][A 4] Während der Bauernsohn Salander „in dem betont realitätsbezogenen Roman“[162] reich und wieder sesshaft wird, muss Wohlwend vor den Gläubigern bis nach Ungarn flüchten.[163] Keller klammert die dem Kapitalismus nun einmal immanente Arbeiterschaft kurzerhand aus[164]. Schilling sucht nach den Ursachen und beleuchtet die Unterschiede in Deutschland und in der Schweiz. Während es seinerzeit in der Schweiz eine – im heutigen Jargon gesagt – arbeitnehmerfreundliche Gesetzgebung gegeben habe, hat Bismarck diese im Deutschen Reich bekanntlich bis 1890 verhindert.[165] Die Dominanz des Kapitals in jener Zeit mache es auch verständlich, weshalb Martin Salander den Lehrerberuf an den Nagel hängt und die Zwillingsbrüder ihre Parteizugehörigkeit auswürfeln (siehe oben). Alles folgt im Roman aus dem einzigen Satz: Das Kapital hat die Alleinherrschaft.[166] Als Kapitalist sei Martin Salander ein Feind der Demokraten und folglich Liberaler.[167] Obwohl Martin Salander seine Gattin Marie zur Kauffrau macht, delegiert er sie nach erreichtem Wohlstand an den Herd zurück. Marie, eigentlich Martins erste Kritikerin, begehrt nicht dagegen auf. In der Schweiz herrscht Ordnung.[168] Keller führt in seinem letzten Roman den Satz „Wissen ist Macht“ ad absurdum: Macht besitzt nur, wer Geld hat.[169] Schilling erkennt die Hoffnungsträger, also die Figur des jungen Arnold samt seiner „Jünger“, als perspektivlose „ideologische Konstruktion“ und fragt nach dem „Inhalt der Hoffnung“.[170]
- Nach Graef würden Individuum wie Gesellschaft durch die Macht des Geldes zersetzt und der liberale „Weltentwurf zur Fiktion eines törichten Träumers“ (Graef, zitiert bei Schilling, S. 232, 10. Z.v.u.). Sprengel nennt Martin Salander „eine Art Don Quichote der Gründerjahre“ (Sprengel, S. 252, 21. Z.v.o.). Genauer trifft Selbmann das merkwürdige Phänomen mit seiner Hypothese vom oszillierenden Schreiben: Keller wechsele „zwischen identifikatorischer Nähe... und ironischer Distanz“ zu seinem Helden. Im ersten Falle könne man manchmal Martin Salander als „das Sprachrohr Kellers“ vermuten und im zweiten Falle habe man eine „Witzfigur“ (Selbmann, S. 174, 11. Z.v.o.) unter der Leselupe.
- Auf weiter führende Literatur weisen Breitenbruch, Neumann, Schilling und Selbmann hin:
  - Breitenbruch[171]: Adolf von Grolmann (Düsseldorf 1947), Werner Kohlschmidt (Bern 1965), Claudia Livers (1978), Margarete Merkel-Nipperdey (Göttingen 1959), Rudolf von Passavant (Bern 1978) und J. M. Ritchie (1957).
  - Neumann[172]: Albert Hauser („Neue Zürcher Zeitung“ vom 30. August 1969).
  - Schilling[173]: Rémy Charbon (Basel 1989).
  - Selbmann[174]: Wolfram Malte Fues (Internationales Archiv für Sozialgeschichte der deutschen Literatur, 9 (1984)) und Hartmut Laufhütte (München 1990).

## Wirkungsgeschichte
Gottfried Kellers zweiter Roman hat nie die gleich grosse Beachtung gefunden wie sein erster, der Der grüne Heinrich. Trotzdem galt er bis weit ins 20. Jahrhundert hinein als Vorbild oder Anstoss für Schweizer Autoren, wenn es darum ging, der Gesellschaft einen Spiegel vorzuhalten. So erging um 1900 an Robert Walser und andere „der Kritiker-Auftrag, den Martin Salander ihrer Zeit zu verfassen“. Und noch 1918 beklagte Eduard Korrodi in seinem ersten Literaturbrief, dass „der zweite Teil des Martin Salander, des politischen Romans von grossem Stil, noch nicht geschrieben wurde“. 1938 schliesslich erinnert Carl Helbling beim Erscheinen des Schweizerspiegels von Meinrad Inglin an den „zweiten Band des Martin Salander“. Dass Adolf Muschg seinen Roman Sax (2010) ebenfalls in einem fiktiven Münsterburg spielen lässt, kann als eine Hommage an Gottfried Keller verstanden werden. Und in Thomas Hürlimanns Roman Heimkehr (2018) findet sich eine weitgehende Anspielung auf die Eingangsszene des Martin Salander im Zeisig: Bei Hürlimann heisst ein Haus „zum Zeisig“, wie bei Keller der Platz, auf dem Martin nach seiner Rückkehr den Streit der Knaben beobachtet und sich mit den Weidelichs unterhält; bei Hürlimann heisst das Abwarte-Ehepaar „Weideli“, Wasser sprudelt aus einem Flintenrohr, „das die letzte Kugel vor zwei Jahrhunderten abgefeuert hatte“, während bei Keller das Wasser „durch einen abgesägten Flintenlauf“ sprudelt. Um die Reverenz vollkommen zu machen, erwähnt Hürlimann an dieser Stelle sauber geputzte „Kellerfenster“.

## Adaptionen
Hörspiel
- SRF 1: Gottfried Kellers «Martin Salander». Familiensaga in 6 Teilen. Sendung: 19.–27. 12.1919

Besetzung: Roland Koch (Erzähler), Désirée Meiser (Erzählerin), Nicola Mastroberardino (Martin Salander), Linda Olsansky (Marie Salander), Lotti Happle (Netti Salander), Mario Fuchs (Julian Weidelich), Joachim Aeschlimann (Isidor Weidelich), Andri Schenardi (Louis Wohlwend) u. a.
Lesung
- Sprecher: Ulrich Noethen. Sinus Literatur, Buch und Hörbuch, CD-ROM (2020)

Theater
- Martin Salander. Bühnenfassung von Thomas Jonigk. Hartmann & Stauffacher Verlag. Premiere: Schauspielhaus Zürich (18. September 2009) Regie: Stefan Bachmann[180]

### Erstausgabe
- Martin Salander. Roman. Verlag von Wilhelm Hertz, Berlin 1886. 351 Seiten, goldgeprägte rote Leinwand

### Andere Ausgaben
- Gottfried Keller’s Gesammelte Werke, Verlag von Wilhelm Hertz, Berlin 1889, Band 8: Martin Salander. Roman von Gottfried Keller
- Martin Salander. Roman. Cotta’sche Verlagsbuchhandlung, Stuttgart 1914, 368 Seiten
- Martin Salander. Roman. Rascher & Co, Zürich 1920, 404 Seiten, Leinen
- Martin Salander. Roman. Voigtländers Verlag, Leipzig um 1920, 357 Seiten
- Kellers Werke. Kritisch-historische und erläuterte Ausgabe. Herausgegeben von Max Nussberger, Leipzig: Bibliographisches Institut (1921), (=Meyers Klassiker Ausgaben), Band 8: Martin Salander
- Martin Salander. Roman. Schreitersche Verlagshandlung, Berlin 1926, 304 Seiten
- Gottfried Keller: Sämtliche Werke, herausgegeben von Jonas Fränkel (1926–1939) und Carl Helbling (1942–1949), Erlenbach-Zürich/München: Rentsch 1926–1927; Bern/Leipzig: Benteli 1931–1949. 22 in 24 Bänden. Band 12: Martin Salander. Roman. Herausgegeben von Carl Helbling. Bern/Leipzig 1943
- Martin Salander. Roman, herausgegeben von Rémy Charbon, Basel 1989, (Birkhäuser-Klassiker. N.F.)
- Sieben Legenden. Das Sinngedicht. Martin Salander. Herausgegeben von Dominik Müller. Band 6 aus: Gottfried Keller: Sämtliche Werke in sieben Bänden. Herausgegeben von Thomas Böning, Gerhard Kaiser, Kai Kauffmann, Dominik Müller und Bettina Schulte-Böning. Deutscher Klassiker Verlag, Frankfurt am Main 1991, ISBN 3-618-61740-2
- Martin Salander. Roman. Mit einem Nachwort von Peter Bichsel. Kollektion. Nagel & Kimche, München 2003, ISBN 3-312-00326-1
- Gottfried Keller: Sämtliche Werke. Historisch-Kritische Ausgabe, herausgegeben unter der Leitung von Walter Morgenthaler im Auftrag der Stiftung Historisch-Kritische Gottfried Keller-Ausgabe (HKKA); Band 8: Martin Salander, herausgegeben von Thomas Binder et al., Stroemfeld Verlag, Basel und Verlag Neue Zürcher Zeitung, Zürich, 2004, sowie Band 24: Martin Salander. Apparat zu Band 8, herausgegeben von Thomas Binder et al., Stroemfeld Verlag, Basel und Verlag Neue Zürcher Zeitung, Zürich, 2004.

### Verwendete Ausgabe
- Martin Salander. Roman. S. 5–328 in: Gottfried Keller: Sämtliche Werke in acht Bänden. Band V. Aufbau-Verlag, Berlin 1961

### Sekundärliteratur
- Bernd Breitenbruch: Gottfried Keller. Rowohlt, Reinbek bei Hamburg 1968 (Aufl. 1998), ISBN 3-499-50136-8
- Jenseits der Poesie – „Martin Salander“. S. 266–302 in: Bernd Neumann: Gottfried Keller. Eine Einführung in sein Werk. Athenäum Verlag, Königstein/Ts. 1982 (AT 2170), ISBN 3-7610-2170-4
- Volker Michels (Hrsg.): Hermann Hesse. Die Welt im Buch I. Rezensionen und Aufsätze aus den Jahren 1900–1910. In: Hermann Hesse. Sämtliche Werke in 20 Bänden, Bd. 16. Suhrkamp, Frankfurt am Main 1988 (Aufl. 2002), 646 Seiten, ohne ISBN
- Eva Graef: Martin Salander. Politik und Poesie in Gottfried Kellers Gründerzeitroman. Königshausen & Neumann, Würzburg 1992, ISBN 3-88479-698-4
- Pathologie des Bürgers: »Martin Salander«. S. 216–243 in: Diana Schilling: Kellers Prosa. Peter Lang Verlag, Frankfurt am Main 1998, ISBN 3-631-34190-3. Zugleich Diss. Uni Münster (Westfalen) anno 1996
- Peter Sprengel: Geschichte der deutschsprachigen Literatur 1870–1900. Von der Reichsgründung bis zur Jahrhundertwende. Beck, München 1998, ISBN 3-406-44104-1
- Misslungener Altersroman oder Vorgefühl der Moderne? Martin Salander (1886). S. 172–183 in: Rolf Selbmann: Gottfried Keller. Romane und Erzählungen. Erich Schmidt Verlag, Berlin 2001 (Klassiker-Lektüren Bd. 6), ISBN 3-503-06109-6
- Thomas Binder: Martin Salander. Zwischen Experimentierfreude und Pflichtgefühl. S. 154–171 in: Walter Morgenthaler (Hrsg.): Interpretationen. Gottfried Keller. Romane und Erzählungen. Reclam RUB 17533, Stuttgart 2007, ISBN 978-3-15-017533-0
- Margarete Merkel-Nipperdey: Gottfried Kellers „Martin Salander“. Untersuchungen zur Struktur des Zeitromans. Göttingen 1959, Palaestra Band 228, 152 Seiten
- Joachim Worthmann: Probleme des Zeitromans. Heidelberg 1974, 179 Seiten. Zu Martin Salander insbesondere die Seiten 117–129
- Adolf Muschg: Gottfried Keller (Kindlers literarische Porträts), 2. Auflage, München 1977, 412 Seiten. Zu Martin Salander insbesondere die Seiten 290–305
- Gerhard Kaiser: Gottfried Keller. Das gedichtete Leben, Insel Verlag, Frankfurt am Main 1981, 727 Seiten. Zu Martin Salander insbesondere die Seiten 578–597
- Hartmut Laufhütte: Ein Seldwyler in Münsterburg. Gottfried Kellers «Martin Salander» und die Deutungstradition, in: Gottfried Keller. Elf Essays zu seinem Werk, herausgegeben von Hans Wysling, Zürich 1990, Seiten 23–43
- Michael Böhler: Gottfried Kellers Altersroman ‚Martin Salander‘. Die Liquidierung des Poetischen Realismus in den Phantasmagorien der Moderne (Benjamin). Geringfügig überarbeiteter und erweiterter Vortrag im Rahmen einer Ringvorlesung an der Universität Zürich zum Europäischen Roman im 19. Jahrhundert, 19. Mai 1998. Als PDF zugänglich.
- Gerhard R. Kaiser: »Marienfrau« und verkehrte Männerwelt. Gottfried Kellers verkanntes Alterswerk. In: Der unzeitgemäße Held in der Weltliteratur. Herausgegeben von Gerhard R. Kaiser, Heidelberg 1998, Seiten 149–173
- Karl Wagner: Kapitel zu Martin Salander in: Gottfried Keller-Handbuch. Leben – Werk – Wirkung, herausgegeben von Ursula Amrein, 2. Auflage, Stuttgart 2018, Seiten 144–151
- Karl Pestalozzi: Gottfried Kellers Widerruf im „Martin Salander“ (1969); jetzt neu in: Karl Pestalozzi: Gottfried Keller. Kursorische Lektüren und Interpretationen, Basel 2019, Seiten 251 bis 266
- Lucas Marco Gisi: Martin Salanders koloniale Abenteuer. Eine postkoloniale Lektüre von Gottfried Kellers Zeitroman. In: Sebastian Meixner (Hg.): Gottfried Kellers Welten. Territorien – Ordnungen – Zirkulationen. Berlin: de Gruyter 2023, S. 75–89.